# Thành phố New York
New York hay còn được gọi là Thành phố New York (tiếng Anh: New York City; gọi tắt là NYC) để phân biệt với tiểu bang New York, là thành phố đông dân nhất của Hoa Kỳ. Với dân số năm 2020 là 8.804.190 người, phân bổ trên 300,46 dặm vuông Anh (778,2 km2), Thành phố New York là thành phố có mật độ dân số cao nhất ở Hoa Kỳ. Tọa lạc ở cực nam của tiểu bang New York, thành phố là trung tâm của vùng đô thị New York, vùng đô thị lớn nhất trên thế giới tính theo khu vực đô thị. Với hơn 2 triệu người trong vùng thống kê đô thị và khoảng 2.3 triệu người trong vùng thống kê kết hợp, nó là một trong những siêu đô thị đông dân nhất trên thế giới. Thành phố New York được mô tả là thủ đô văn hóa, tài chính và truyền thông của thế giới, có ảnh hưởng đáng kể đến thương mại, giải trí, nghiên cứu, công nghệ, giáo dục, chính trị, du lịch, nghệ thuật, thời trang, thể thao và là thành phố được chụp ảnh nhiều nhất trên thế giới. Là nơi đặt trụ sở của Liên Hợp Quốc, New York là một trung tâm ngoại giao quốc tế quan trọng, và đôi khi còn được gọi là thủ đô của thế giới.
Nằm trên một trong những bến cảng tự nhiên lớn nhất thế giới, Thành phố New York bao gồm năm quận, mỗi quận cùng nằm chung với một hạt tương ứng ở tiểu bang New York. Năm quận—Brooklyn (Hạt Kings), Queens (Hạt Queens), Manhattan (Hạt New York), The Bronx (Hạt Bronx) và Đảo Staten (Hạt Richmond)—được thành lập khi các chính quyền địa phương hợp nhất thành một thành phố duy nhất vào năm 1898. Thành phố và khu vực đô thị của nó tạo thành cửa ngõ hàng đầu cho việc nhập cư hợp pháp vào Hoa Kỳ. Có tới 800 ngôn ngữ được sử dụng ở New York, khiến nó trở thành thành phố đa dạng về ngôn ngữ nhất trên thế giới. New York là nơi sinh sống của hơn 3,2 triệu cư dân sinh ra bên ngoài lãnh thổ Hoa Kỳ, dân số sinh ra ở nước ngoài lớn nhất so với bất kỳ thành phố nào trên thế giới tính đến năm 2016. Tính đến năm 2019, khu vực đô thị New York ước tính sản xuất tổng sản phẩm đô thị (GMP) là 2,0 nghìn tỷ đô la. Nếu khu vực đô thị New York là một quốc gia có chủ quyền, thì nó sẽ có nền kinh tế lớn thứ tám trên thế giới. New York là nơi có số lượng tỷ phú cao nhất so với bất kỳ thành phố nào trên thế giới.
Thành phố New York có nguồn gốc từ một trạm thông thương được thực dân Hà Lan thành lập ở mũi phía nam của Đảo Manhattan vào năm 1624. Khu định cư này được đặt tên là Tân Hà Lan (tiếng Anh: New Amsterdam; tiếng Hà Lan: Nieuw Amsterdam) vào năm 1626 và được đăng ký thành phố vào năm 1653. Thành phố nằm dưới sự kiểm soát của người Anh vào năm 1664 và được đổi tên thành New York sau khi Charles II của Anh trao vùng đất này cho người anh trai, Công tước xứ York. Thành phố được người Hà Lan lấy lại vào tháng 7 năm 1673 và đổi tên thành New Orange trong một năm ba tháng; thành phố được đặt tên lại là New York kể từ tháng 11 năm 1674. Thành phố New York là thủ đô của Hoa Kỳ từ năm 1785 đến năm 1790, và là thành phố lớn nhất của Hoa Kỳ kể từ năm 1790. Tượng Nữ thần Tự do đã chào đón hàng triệu người nhập cư khi họ đến Hoa Kỳ bằng tàu thủy vào cuối thế kỷ 19 và đầu thế kỷ 20, là biểu tượng của Hoa Kỳ về lý tưởng tự do và hòa bình. Trong thế kỷ 21, New York đã nổi lên như một điểm nóng toàn cầu của sự sáng tạo, tinh thần kinh doanh và tính bền vững của môi trường, đồng thời cũng là biểu tượng của sự tự do và đa dạng văn hóa. Năm 2019, New York được bình chọn là thành phố tuyệt vời nhất trên thế giới theo một cuộc khảo sát với hơn 30.000 người đến từ 48 thành phố trên toàn thế giới, vì sự đa dạng văn hóa của nó.
Nhiều quận và địa danh ở Thành phố New York được nhiều người biết đến, bao gồm ba trong số mười điểm du lịch được ghé thăm nhiều nhất trên thế giới vào năm 2013. Kỷ lục 66,6 triệu khách du lịch đến thăm Thành phố New York vào năm 2019. Quảng trường Thời đại là trung tâm được chiếu sáng rực rỡ của Khu nhà hát Broadway, một trong những phố đi bộ nhộn nhịp nhất thế giới và là trung tâm lớn của ngành công nghiệp giải trí thế giới. Nhiều địa danh, tòa nhà chọc trời và công viên của thành phố được biết đến rộng rãi trên khắp thế giới. Tòa nhà Empire State đã trở thành tiêu chuẩn tham chiếu toàn cầu về chiều cao và chiều dài cấu trúc của những công trình cao tầng. Thị trường bất động sản ở Manhattan thuộc hàng đắt đỏ nhất trên thế giới. Việc dịch vụ hoạt động liên tục 24/7 góp phần tạo nên biệt danh Thành phố không bao giờ ngủ, Tàu điện ngầm Thành phố New York là hệ thống tàu điện ngầm lớn nhất trên toàn thế giới, với 472 ga đường sắt. Thành phố có hơn 120 trường cao đẳng và đại học, bao gồm Đại học Columbia, Đại học New York, Đại học Rockefeller và hệ thống Đại học Thành phố New York, là hệ thống đại học công lập lớn nhất tại Hoa Kỳ. Với Phố Wall ở Khu tài chính Lower Manhattan, Thành phố New York được mệnh danh là trung tâm tài chính hàng đầu thế giới và thành phố quyền lực nhất về tài chính trên thế giới, và là nơi có hai sàn giao dịch chứng khoán lớn nhất thế giới tính theo tổng giá trị vốn hóa thị trường, Sở giao dịch chứng khoán New York và NASDAQ.

## Lịch sử

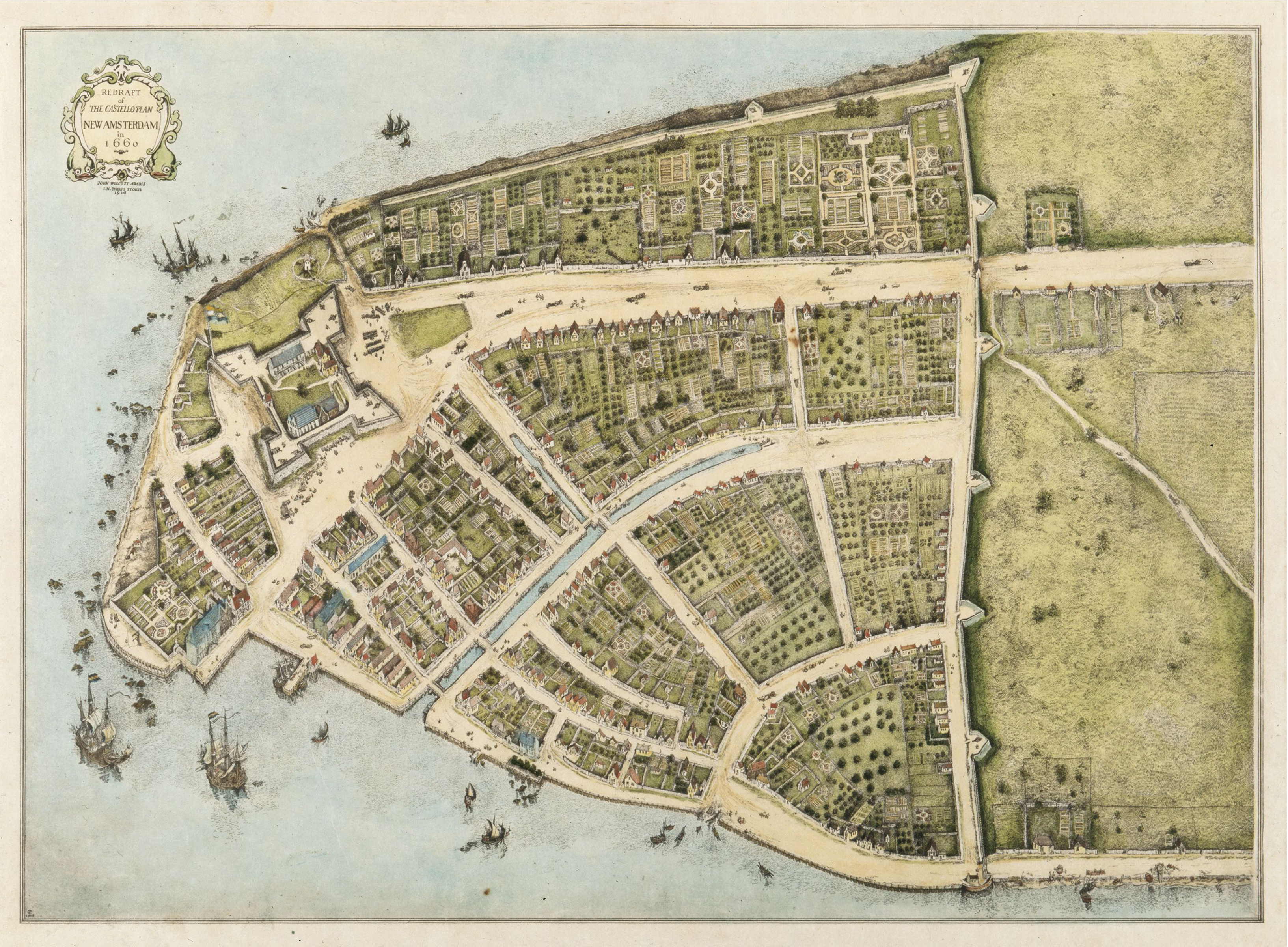
Hạ Manhattan năm 1660, khi nơi này còn là phần đất của Tân Amsterdam. Phía bắc nằm bên tay phải.

Năm 1524, khi Giovanni da Verrazzano khám phá ra vùng đất New York, nơi đây có khoảng 5.000 cư dân bản địa Lenape sinh sống. Verrazzano, nhà thám hiểm người Ý phục vụ cho vương triều Pháp, đã gọi vùng này là "Nouvelle Angoulême", tức Tân Angoulême, để tưởng nhớ François I, vua nước Pháp và đồng thời là Bá tước của Angoulême. Vùng định cư Âu châu này khởi sự với việc thiết lập một khu định cư chuyên mua bán da thú của người Hà Lan, sau đó được gọi là "Nieuw Amsterdam" (Tân Amsterdam), nằm trên mũi phía nam Manhattan vào năm 1614. Tổng điều hành thuộc địa Hà Lan khi ấy là Peter Minuit đã mua lại đảo Manhattan từ người Lenape vào năm 1626 với giá 60 guilder Hà Lan – tương đương khoảng 1000 đô la Mỹ vào năm 2006. Có một truyền thuyết bây giờ vẫn chưa được chứng minh nói rằng Manhattan được mua với giá chỉ bằng chuỗi hạt thủy tinh 24 đô la. Năm 1664, người Anh chiếm được thành phố và đặt tên nó thành "New York" theo tên Công tước York và Albany của Anh (sau là vua James II của Anh). Vào cuối cuộc chiến tranh Anh-Hà Lan lần thứ hai, người Hà Lan giành được quyền kiểm soát đảo Run (một tài sản có nhiều giá trị vào thời đó) để đổi lấy việc người Anh kiểm soát Tân Amsterdam (New York) tại Bắc Mỹ. Đến năm 1700, dân số người Lenape giảm xuống còn 200.
Thành phố New York phát triển chính yếu như một thương cảng dưới thời kỳ cai trị của Đế quốc Anh. Đây là nơi xảy ra vụ xử án John Peter Zenger vào năm 1735, đã có nhiều ảnh hưởng, giúp thiết lập nên nền tự do báo chí tại Bắc Mỹ. Năm 1754, Đại học Columbia được thành lập tại Hạ Manhattan dưới thời vua George II của Vương quốc Anh với tên gọi là King's College. Quốc hội Đạo luật Tem thuế (Stamp Act Congress) cũng đã họp tại New York vào tháng 10 năm 1765.
Trong cuộc Chiến tranh Cách mạng Mỹ, New York là nơi diễn ra hàng loạt các trận đánh chính được biết đến với tên gọi Chiến dịch New York. Sau trận Đồn Washington ở Thượng Manhattan năm 1776, thành phố trở thành căn cứ cho các chiến dịch chính trị và quân sự của Vương quốc Anh tại Bắc Mỹ, kéo dài đến khi cuộc chiếm đóng quân sự kết thúc vào năm 1783. Quốc hội Liên hiệp (Congress of the Confederation) chọn Thành phố New York làm thủ đô quốc gia ít lâu sau đó. Hiến pháp Hoa Kỳ được thông qua vào năm 1789 và Tổng thống Hoa Kỳ đầu tiên, George Washington, tuyên thệ nhậm chức tại đây. Quốc hội Hoa Kỳ lần thứ nhất nhóm hợp lần đầu tiên vào năm 1789 và Đạo luật nhân quyền Hoa Kỳ được soạn thảo trong Đại sảnh Liên bang trên phố Wall. Năm 1790, New York qua mặt Philadelphia trở thành thành phố lớn nhất Hoa Kỳ.
Vào thế kỷ XIX, thành phố chuyển mình nhờ những làn sóng nhập cư cùng những phát triển mạnh mẽ. Một đề án phát triển tương lai mang tên "Commissioners' Plan of 1811" đã mở rộng hệ thống đường phố thành phố bao trùm cả Manhattan. Việc mở cửa kênh Erie năm 1819 đã nối liền cảng bờ Đại Tây Dương đến các thị trường nông nghiệp rộng lớn phía trong nội địa Bắc Mỹ. Nền chính trị địa phương rơi vào vòng kiểm soát của Tammany Hall, một bộ máy chính trị do những di dân người Ái Nhĩ Lan hậu thuẫn. Những thành viên tích cực thuộc tầng lớp quý tộc thương buôn xưa đã vận động cho việc xây dựng Công viên Trung tâm (Central Park), trở thành công viên đô thị đầu tiên trong một thành phố Mỹ, mở cửa vào năm 1859. Có một dân số người da đen tự do đáng kể hiện diện trong khu Manhattan cũng như khu Brooklyn. Những người nô lệ bị giữ tại New York qua đến năm 1827, nhưng trong suốt thập niên 1830, New York trở thành 1 trung tâm của những người hoạt động bãi nô liên chủng tộc ở miền Bắc. Dân số người da đen của New York lên đến trên 16.000 vào năm 1840. Đến năm 1860, New York có trên 200.000 người Ái Nhĩ Lan, chiếm một phần tư dân số thành phố.

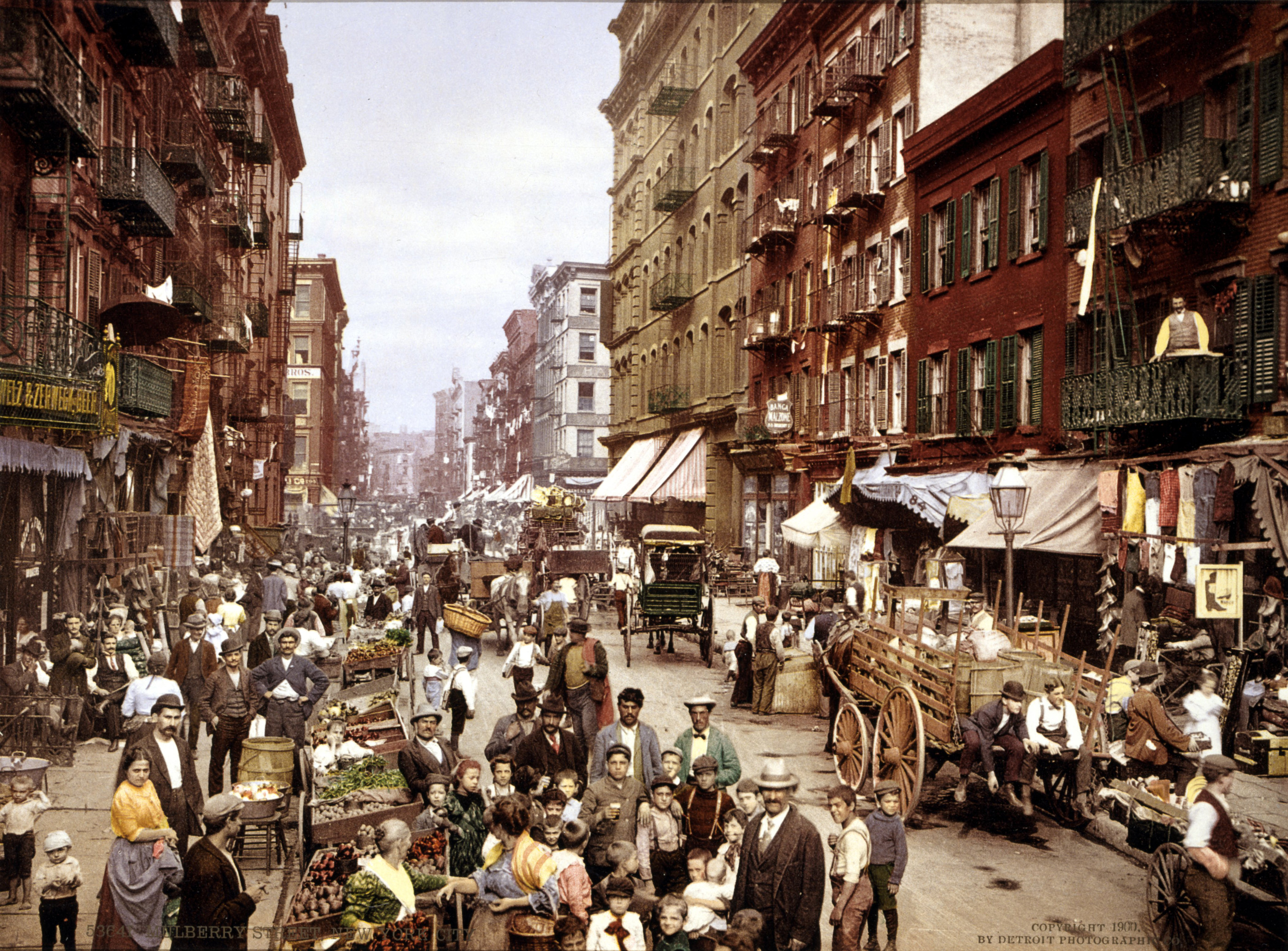
Phố Mulberry nằm bên dưới phía đông của Manhattan vào khoảng năm 1900

Trong Nội chiến Hoa Kỳ (1861–1865), việc cưỡng bức quân dịch đã gây nên những vụ nổi loạn vào năm 1863, một trong những sự kiện bất ổn nội bộ tồi tệ nhất của lịch sử nước Mỹ. Năm 1898, thành phố hiện đại New York được thành lập với sự kết hợp của Brooklyn (cho đến khi đó vẫn là một thành phố độc lập), quận New York (khi đó gồm có một phần của the Bronx), quận Richmond, và phần phía tây của quận Queens. Việc khánh thành hệ thống Xe điện ngầm New York năm 1904 đã giúp kết chặt thành phố mới lại với nhau. Trong suốt nửa đầu thế kỷ 20, thành phố trở thành một trung tâm công nghiệp, thương mại và thông tin của thế giới. Tuy nhiên, thành phố cũng phải trả những giá đắt cho sự phát triển này. Năm 1904, tàu hơi nước tên General Slocum bị cháy trên sông East, khiến 1.021 người trên tàu thiệt mạng. Năm 1911, vụ cháy nhà máy Triangle Shirtwaist, tai họa công nghiệp tồi tệ nhất của thành phố, đã cướp đi sinh mạng của 146 công nhân ngành dệt may. Vụ họa hoạn này đã khích động cho việc thành lập Công đoàn thợ may nữ quốc tế và những cải tiến lớn trong tiêu chuẩn an toàn tại các nhà máy.

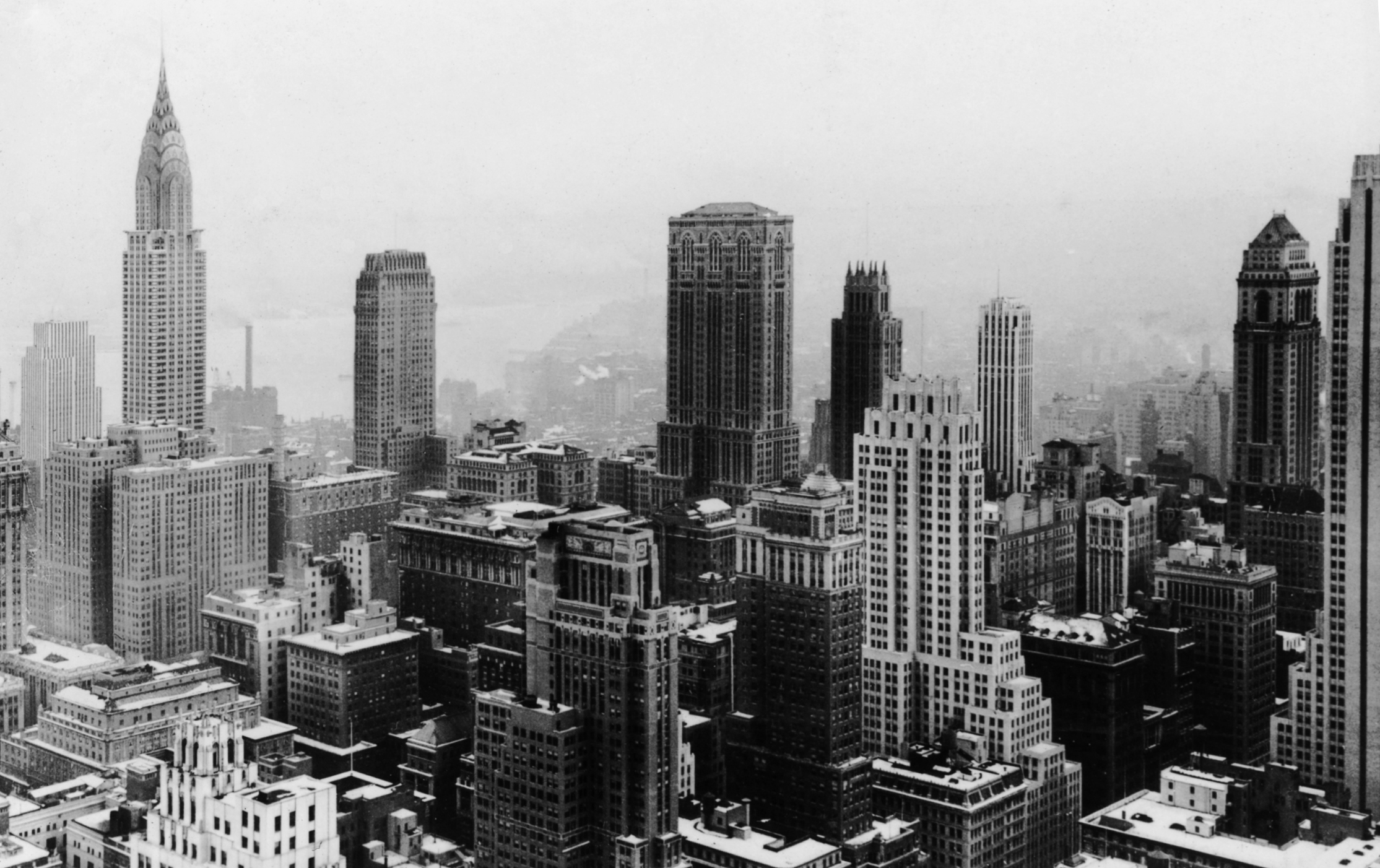
Midtown Manhattan, Thành phố New York, nhìn từ Trung tâm Rockefeller, 1932

Thập niên 1920, Thành phố New York là một điểm đến chính của những người Mỹ gốc Phi từ miền nam Hoa Kỳ trong suốt thời kỳ "Đại di dân". Năm 1916, New York là nơi cư ngụ lớn nhất tại Bắc Mỹ của những người tha hương gốc Phi. Phong trào Phục hưng Harlem hưng thịnh trong suốt thời kỳ cấm rượu (được biết với tên gọi "Prohibition") tại Hoa Kỳ, cùng lúc với sự phát triển mạnh mẽ về kinh tế và chứng kiến hàng loạt những tòa nhà chọc trời đua nhau mọc lên. Thành phố New York qua mặt Luân Đôn trở thành đô thị đông dân nhất trên thế giới vào đầu thập niên 1920, và vùng đô thị của thành phố này vượt mốc 10 triệu người vào đầu thập niên 1930 để trở thành siêu đô thị đầu tiên trong lịch sử loài người. Những năm khó khăn của thời kỳ Đại Khủng hoảng đã chứng kiến việc nhà cải cách Fiorello LaGuardia đắc cử chức thị trưởng cùng với sự sụp đổ của nhóm Tammany Hall sau tám năm lũng đoạn nền chính trị thành phố.
Các cựu quân nhân trở về từ Chiến tranh thế giới thứ hai đã tạo nên một cơn bùng phát kinh tế sau chiến tranh, kèm theo sự phát triển những dãy nhà khổng lồ ở phía đông quận Queens. New York không bị thiệt hại trong cuộc chiến trở thành đô thị dẫn đầu của thế giới. Phố Wall của New York đưa Hoa Kỳ lên cao trong vai trò cường quốc thống trị nền kinh tế thế giới, tổng hành dinh Liên Hợp Quốc hoàn thành năm 1950 làm tăng thêm sức mạnh ảnh hưởng chính trị của thành phố, và sự nổi lên của chủ nghĩa biểu hiện trừu tượng đã báo hiệu cho việc trung tâm mỹ thuật của thế giới dời Paris về New York.

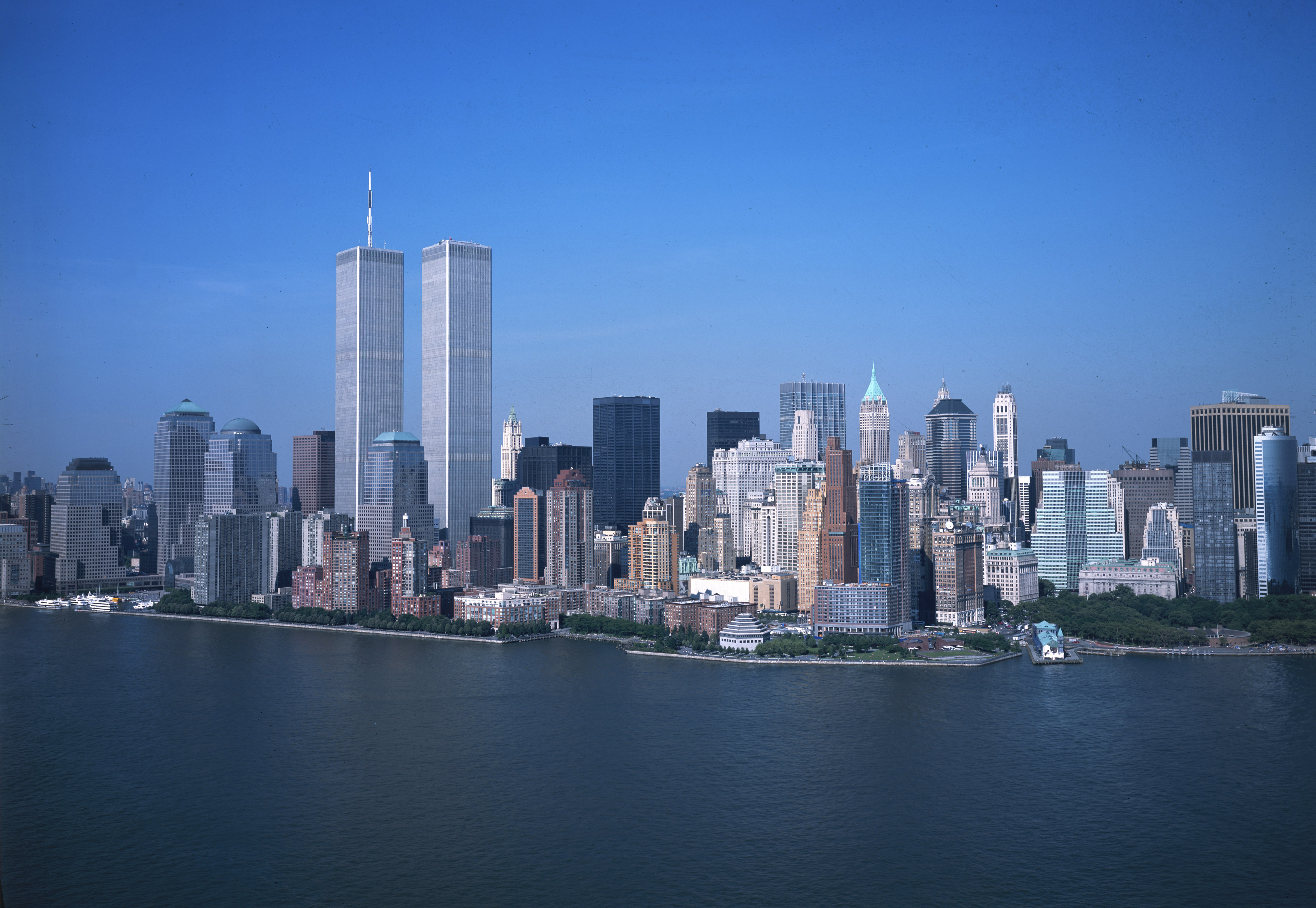
Nền trời Hạ Manhattan trước ngày 11 tháng 9 năm 2001

Trong thập niên 1960, New York phải đối mặt với nhiều khó khăn về kinh tế, tỉ lệ tội phạm và căng thẳng sắc tộc gia tăng lên đến đỉnh điểm vào thập niên 1970. Trong thập niên 1980, sự sống lại của nền công nghiệp tài chính đã cải thiện sức mạnh thành phố. Vào thập niên 1990, những căng thẳng sắc tộc dần lắng dịu, tỉ lệ tội phạm giảm đáng kể và thành phố tiếp nhận một làn sóng di dân mới đến từ châu Á và châu Mỹ Latin. Những ngành mới quan trọng, thí dụ như Hành lang Điện tử (Silicon Alley), xuất hiện trong nền kinh tế thành phố và dân số New York đạt một đỉnh cao chưa từng có trong cuộc điều tra dân số Hoa Kỳ năm 2000.
New York là một trong những điểm bị tấn công trong sự kiện 11 tháng 9 với gần 3.000 người thiệt mạng khi Trung tâm Thương mại Thế giới bị đánh sập. Trung tâm Thương mại 1 Thế giới (1 World Trade Center), trước đây được biết với cái tên Tháp Tự do, cùng với một đài tưởng niệm, ba tháp văn phòng khác sẽ được xây dựng trên nền của tòa tháp đôi dự tính sẽ hoàn thành vào năm 2013. Vào ngày 10 tháng 12 năm 2006, những cột thép đầu tiên đã được dựng trong nền của tòa nhà. Ba tòa nhà văn phòng cao tầng khác theo kế hoạch đã được xây dọc theo Phố Greenwich, và chúng được vây quanh Đài tưởng niệm Trung tâm Thương mại Thế giới đã được xây dựng. Ở đây cũng có một bảo tàng về lịch sử của khu vực này.

## Địa lý

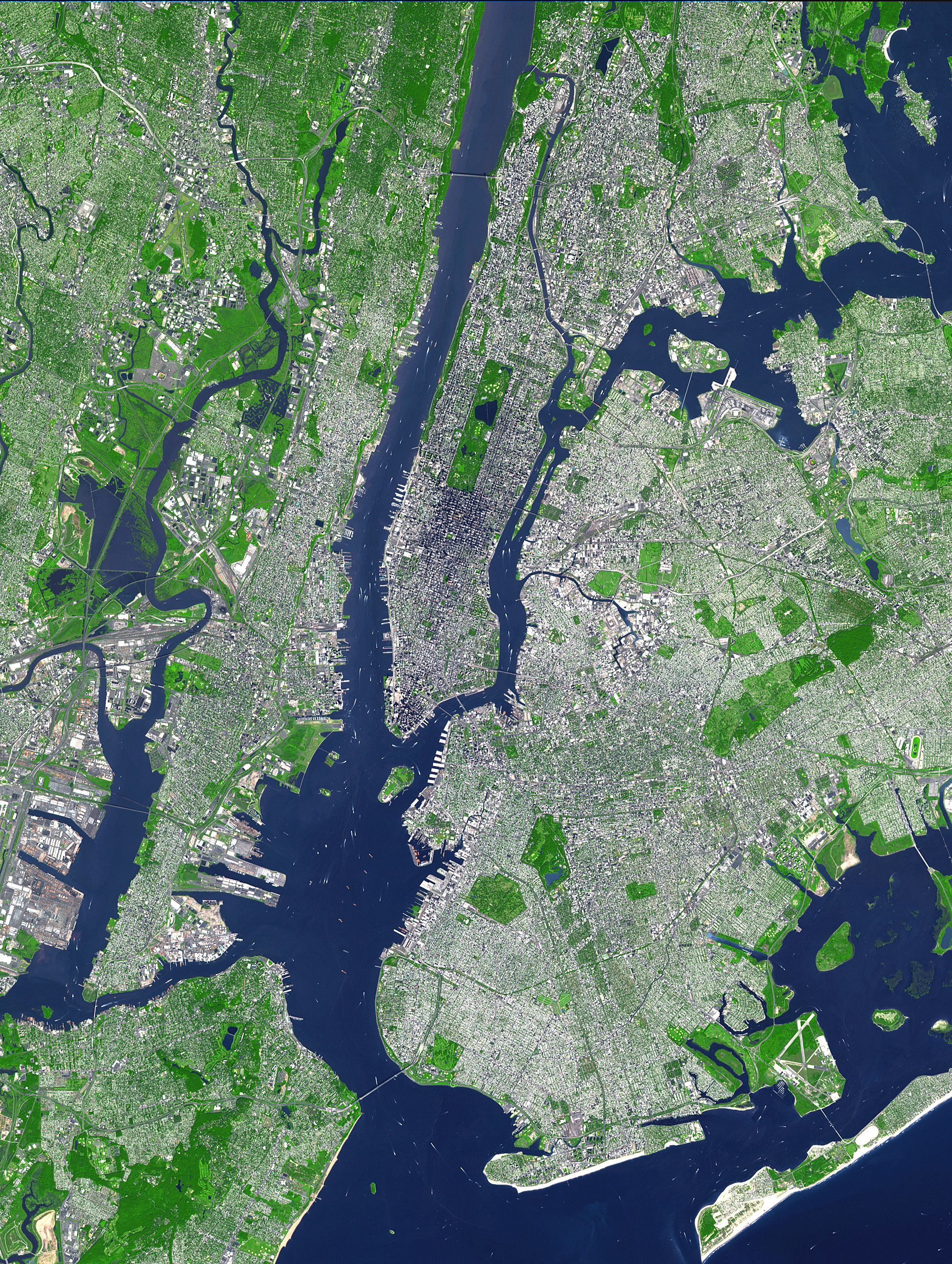
Hình chụp qua vệ tinh cho thấy trung tâm của Vùng đô thị New York. Trên 10 triệu người sống trong khu vực hình chụp.

Thành phố New York nằm trong vùng Đông Bắc Hoa Kỳ, ở miền nam tiểu bang New York, khoảng nửa đường từ Washington, D.C. đến thành phố Boston. Vị trí nơi cửa sông Hudson có bến cảng tự nhiên kín và bên cạnh Đại Tây Dương đã giúp New York phát triển nổi bật trong vai trò một thành phố thương mại. Phần lớn thành phố được xây dựng trên ba đảo là Manhattan, Đảo Staten, và Long Island, khiến cho đất đai khan hiếm và tạo ra mật độ dân số cao.
Sông Hudson chảy qua thung lũng Hudson rồi đổ vào vịnh New York. Giữa Thành phố New York và thành phố Troy, con sông trở thành một cửa sông. Sông Hudson tách thành phố ra khỏi tiểu bang New Jersey. Sông East, thật sự là một eo thủy triều, chảy từ vịnh Long Island, tách the Bronx và Manhattan khỏi Long Island. Sông Harlem, một eo biển thủy triều giữa sông East và sông Hudson Rivers, tách Manhattan khỏi the Bronx.
Đất đai của thành phố đã bị con người biến đổi khá nhiều, nhất là những phần đất lấn sông nằm dọc theo những bến sông mặt tiền kể từ thời còn là thuộc địa của Hà Lan. Việc lấn sông đáng kể nhất ở Hạ Manhattan tạo ra các khu phát triển mới như khu dân cư Battery Park City trong thập niên 1970 và thập niên 1980. Một vài những biến đổi tự nhiên về địa hình cũng diễn ra, đặc biệt ở Manhattan.
Diện tích mặt đất của thành phố được ước tính là khoảng 789 km² (304,8 dặm vuông Anh). Tổng diện tích thành phố là 1.214 km² (468,9 dặm vuông) trong đó mặt nước chiếm 425 km (2164,1 dặm vuông Anh) và 789 km² (hay 304,8 dặm vuông Anh) là mặt đất. Điểm cao nhất của thành phố là đồi Todt trên Đảo Staten cao 409,8 ft (124,9 mét) so với mặt biển. Đây cũng là điểm cao nhất ở vùng bờ biển phía Đông Hoa Kỳ, tính từ phía nam tiểu bang Maine. Đỉnh của khu vực cao này phần lớn được bao phủ bởi rừng cây thưa thớt thuộc vành đai xanh Đảo Staten.

### Khí hậu
Theo phân loại khí hậu Köppen, New York có khí hậu bán nhiệt đới ẩm, trung bình có 234 ngày nắng trong năm. Đây là thành phố chính vùng cực bắc tại Bắc Mỹ có khí hậu bán nhiệt đới ẩm.
Mùa hè ở New York có đặc điểm là nóng và ẩm, nhiệt độ cao trung bình từ 26 – 29 °C (79 đến 84 °F) và thấp trung bình từ 17 – 21 °C (63 đến 69 °F). Tuy nhiên trung bình cũng có đến từ 16 đến 19 ngày nhiệt độ vượt trên 32 °C (90 °F) trong mỗi mùa hè và có thể vượt trên 38 °C (100 °F) cứ mỗi 4 đến 6 năm. Vào mùa đông, thời tiết lạnh và những cơn gió thổi ngoài biển có lúc làm giảm ảnh hưởng của Đại Tây Dương. Tuy nhiên, Đại Tây Dương giúp cho thành phố ấm vào mùa đông hơn các thành phố trong nội địa Bắc Mỹ nằm trên cùng vĩ tuyến như Chicago, Pittsburgh và Cincinnati. Nhiệt độ trung bình trong tháng 1, tháng lạnh nhất ở Thành phố New York, là 0 °C (32 °F). Tuy nhiên cũng có ít ngày, nhiệt độ mùa đông xuống hàng -12 đến hàng -6 °C (10 đến 20 °F) và cũng có ít ngày nhiệt độ lên cao từ 10 đến 15 °C (50 đến 60 °F). Mùa xuân và mùa thu, thời tiết khá thất thường, có thể lạnh cóng hoặc ấm mặc nhưng thường dễ chịu với độ ẩm ít.
New York có lượng mưa hàng năm khoảng 1.260 mm (49,7 inch), trải khá đều suốt năm. Tuyết rơi vào mùa đông trung bình khoảng 62 cm (24,4 in), nhưng thường khá biến đổi từ năm này sang năm khác và tuyết phủ mặt đất thường rất ngắn. Tuy hiếm gặp, nhưng đôi khi vùng New York cũng phải hứng chịu những cơn bão, chẳng hạn như Bão Sandy vào năm 2012 .
| Dữ liệu khí hậu của Thành phố New York (Công viên Trung tâm) 1981−2010, cực độ 1869−nay | Dữ liệu khí hậu của Thành phố New York (Công viên Trung tâm) 1981−2010, cực độ 1869−nay | Dữ liệu khí hậu của Thành phố New York (Công viên Trung tâm) 1981−2010, cực độ 1869−nay | Dữ liệu khí hậu của Thành phố New York (Công viên Trung tâm) 1981−2010, cực độ 1869−nay | Dữ liệu khí hậu của Thành phố New York (Công viên Trung tâm) 1981−2010, cực độ 1869−nay | Dữ liệu khí hậu của Thành phố New York (Công viên Trung tâm) 1981−2010, cực độ 1869−nay | Dữ liệu khí hậu của Thành phố New York (Công viên Trung tâm) 1981−2010, cực độ 1869−nay | Dữ liệu khí hậu của Thành phố New York (Công viên Trung tâm) 1981−2010, cực độ 1869−nay | Dữ liệu khí hậu của Thành phố New York (Công viên Trung tâm) 1981−2010, cực độ 1869−nay | Dữ liệu khí hậu của Thành phố New York (Công viên Trung tâm) 1981−2010, cực độ 1869−nay | Dữ liệu khí hậu của Thành phố New York (Công viên Trung tâm) 1981−2010, cực độ 1869−nay | Dữ liệu khí hậu của Thành phố New York (Công viên Trung tâm) 1981−2010, cực độ 1869−nay | Dữ liệu khí hậu của Thành phố New York (Công viên Trung tâm) 1981−2010, cực độ 1869−nay | Dữ liệu khí hậu của Thành phố New York (Công viên Trung tâm) 1981−2010, cực độ 1869−nay |
| Tháng                                                                                   | 1                                                                                       | 2                                                                                       | 3                                                                                       | 4                                                                                       | 5                                                                                       | 6                                                                                       | 7                                                                                       | 8                                                                                       | 9                                                                                       | 10                                                                                      | 11                                                                                      | 12                                                                                      | Năm                                                                                     |
| --------------------------------------------------------------------------------------- | --------------------------------------------------------------------------------------- | --------------------------------------------------------------------------------------- | --------------------------------------------------------------------------------------- | --------------------------------------------------------------------------------------- | --------------------------------------------------------------------------------------- | --------------------------------------------------------------------------------------- | --------------------------------------------------------------------------------------- | --------------------------------------------------------------------------------------- | --------------------------------------------------------------------------------------- | --------------------------------------------------------------------------------------- | --------------------------------------------------------------------------------------- | --------------------------------------------------------------------------------------- | --------------------------------------------------------------------------------------- |
| Cao kỉ lục °F (°C)                                                                      | 72 (22)                                                                                 | 75 (24)                                                                                 | 86 (30)                                                                                 | 96 (36)                                                                                 | 99 (37)                                                                                 | 101 (38)                                                                                | 106 (41)                                                                                | 104 (40)                                                                                | 102 (39)                                                                                | 94 (34)                                                                                 | 84 (29)                                                                                 | 75 (24)                                                                                 | 106 (41)                                                                                |
| Trung bình ngày tối đa °F (°C)                                                          | 38.3 (3.5)                                                                              | 41.6 (5.3)                                                                              | 49.7 (9.8)                                                                              | 61.2 (16.2)                                                                             | 70.8 (21.6)                                                                             | 79.3 (26.3)                                                                             | 84.1 (28.9)                                                                             | 82.6 (28.1)                                                                             | 75.2 (24.0)                                                                             | 63.8 (17.7)                                                                             | 53.8 (12.1)                                                                             | 43.0 (6.1)                                                                              | 62.0 (16.7)                                                                             |
| Tối thiểu trung bình ngày °F (°C)                                                       | 26.9 (−2.8)                                                                             | 28.9 (−1.7)                                                                             | 35.2 (1.8)                                                                              | 44.8 (7.1)                                                                              | 54.0 (12.2)                                                                             | 63.6 (17.6)                                                                             | 68.8 (20.4)                                                                             | 67.8 (19.9)                                                                             | 60.8 (16.0)                                                                             | 50.0 (10.0)                                                                             | 41.6 (5.3)                                                                              | 32.0 (0.0)                                                                              | 47.9 (8.8)                                                                              |
| Thấp kỉ lục °F (°C)                                                                     | −6 (−21)                                                                                | −15 (−26)                                                                               | 3 (−16)                                                                                 | 12 (−11)                                                                                | 32 (0)                                                                                  | 44 (7)                                                                                  | 52 (11)                                                                                 | 50 (10)                                                                                 | 39 (4)                                                                                  | 28 (−2)                                                                                 | 7 (−14)                                                                                 | −13 (−25)                                                                               | −15 (−26)                                                                               |
| Lượng Giáng thủy trung bình inches (mm)                                                 | 3.65 (93)                                                                               | 3.09 (78)                                                                               | 4.36 (111)                                                                              | 4.50 (114)                                                                              | 4.19 (106)                                                                              | 4.41 (112)                                                                              | 4.60 (117)                                                                              | 4.44 (113)                                                                              | 4.28 (109)                                                                              | 4.40 (112)                                                                              | 4.02 (102)                                                                              | 4.00 (102)                                                                              | 49.94 (1.268)                                                                           |
| Lượng tuyết rơi trung bình inches (cm)                                                  | 7.0 (18)                                                                                | 9.2 (23)                                                                                | 3.9 (9.9)                                                                               | 0.6 (1.5)                                                                               | 0.0 (0.0)                                                                               | 0.0 (0.0)                                                                               | 0.0 (0.0)                                                                               | 0.0 (0.0)                                                                               | 0.0 (0.0)                                                                               | 0.0 (0.0)                                                                               | 0.3 (0.76)                                                                              | 4.8 (12)                                                                                | 25.8 (66)                                                                               |
| Số ngày giáng thủy trung bình (≥ 0.01 in)                                               | 10.4                                                                                    | 9.2                                                                                     | 10.9                                                                                    | 11.5                                                                                    | 11.1                                                                                    | 11.2                                                                                    | 10.4                                                                                    | 9.5                                                                                     | 8.7                                                                                     | 8.9                                                                                     | 9.6                                                                                     | 10.6                                                                                    | 122.0                                                                                   |
| Số ngày tuyết rơi trung bình (≥ 0.1 in)                                                 | 4.0                                                                                     | 2.8                                                                                     | 1.8                                                                                     | 0.3                                                                                     | 0.0                                                                                     | 0.0                                                                                     | 0.0                                                                                     | 0.0                                                                                     | 0.0                                                                                     | 0.0                                                                                     | 0.2                                                                                     | 2.3                                                                                     | 11.4                                                                                    |
| Độ ẩm tương đối trung bình (%)                                                          | 61.5                                                                                    | 60.2                                                                                    | 58.5                                                                                    | 55.3                                                                                    | 62.7                                                                                    | 65.2                                                                                    | 64.2                                                                                    | 66.0                                                                                    | 67.8                                                                                    | 65.6                                                                                    | 64.6                                                                                    | 64.1                                                                                    | 63.0                                                                                    |
| Số giờ nắng trung bình tháng                                                            | 162.7                                                                                   | 163.1                                                                                   | 212.5                                                                                   | 225.6                                                                                   | 256.6                                                                                   | 257.3                                                                                   | 268.2                                                                                   | 268.2                                                                                   | 219.3                                                                                   | 211.2                                                                                   | 151.0                                                                                   | 139.0                                                                                   | 2.534,7                                                                                 |
| Phần trăm nắng có thể                                                                   | 54                                                                                      | 55                                                                                      | 57                                                                                      | 57                                                                                      | 57                                                                                      | 57                                                                                      | 59                                                                                      | 63                                                                                      | 59                                                                                      | 61                                                                                      | 51                                                                                      | 48                                                                                      | 57                                                                                      |
| Nguồn: NOAA (độ ẩm, nắng 1961−1990)                                                     |                                                                                         |                                                                                         |                                                                                         |                                                                                         |                                                                                         |                                                                                         |                                                                                         |                                                                                         |                                                                                         |                                                                                         |                                                                                         |                                                                                         |                                                                                         |

### Môi trường
Thành phố New York có khối lượng vận tải quá cảnh đứng đầu toàn Hoa Kỳ. Vào thập niên 1920, tiêu thụ dầu xăng ở thành phố ngang với tỉ lệ trung bình của quốc gia. Việc sử dụng các phương tiện vận tải công cộng mức độ cao đã tiết kiệm cho thành phố khoảng 1,8 tỉ gallon xăng dầu vào năm 2006. New York tiết kiệm được khoảng phân nửa số xăng dầu toàn quốc mà đáng lẽ được sử dụng cho chuyên chở. Do mật độ dân số cao và lượng xe ô tô sử dụng thấp, chủ yếu sử dụng vận tải công cộng, nên New York trở thành một trong những thành phố sử dụng hiệu quả năng lượng nhất tại Hoa Kỳ. Khí thải nhà kính của Thành phố New York khoảng 7,1 tấn mỗi đầu người, so với trung bình quốc gia là 24,5 tấn/năm. Người New York nói chung chỉ chịu trách nhiệm khoảng 1% khí thải nhà kính của quốc gia mặc dù chiếm tỉ lệ 2,7% dân số toàn quốc. Trung bình, một người dân New York tiêu thụ điện năng không bằng một nửa so với một người San Francisco và chỉ bằng gần 1/4 lượng điện năng mà một cư dân ở thành phố Dallas sử dụng.
Trong những năm gần đây, thành phố tập trung về việc giảm thiểu những ảnh hưởng bất lợi đối với môi trường. Số lượng lớn chất ô nhiễm tích tụ tại thành phố đã dẫn đến tỉ lệ cao bệnh suyễn và những triệu chứng hô hấp khác trong số cư dân của thành phố. Chính quyền thành phố bắt buộc phải mua các trang thiết bị có hiệu quả năng lượng nhất để sử dụng trong các văn phòng và nhà cửa công cộng của thành phố. New York có đội xe buýt chạy bằng khí thiên nhiên và loại chạy bằng sự kết hợp giữa dầu diesel với điện lớn nhất trên toàn quốc. Ở đây cũng có một số xe taxi đầu tiên sử dụng công nghệ hybrid. Chính quyền thành phố là một thỉnh nguyện viên trong vụ kiện bước ngoặt được Tối cao Pháp viện Hoa Kỳ thụ lý tên Massachusetts đối đầu Cục Bảo vệ Môi trường Hoa Kỳ để bắt buộc Cục Bảo vệ Môi trường xếp các loại khí nhà kính vào loại những chất ô nhiễm. Thành phố cũng đi đầu trong việc xây dựng các tòa nhà văn phòng xanh trong đó có Tháp Hearst.
Thành phố New York được cung cấp nước uống qua hồ chứa nước của dãy núi Catskill được bảo vệ an ninh. Vì hồ nước tinh khiết và quá trình nước được lọc một cách tự nhiên nên New York là một trong số bốn thành phố chính duy nhất của Hoa Kỳ có nước uống đủ tinh khiết mà không cần phải sử dụng các nhà máy xử lý nước để lọc nước.

## Cảnh quan thành phố

### Kiến trúc

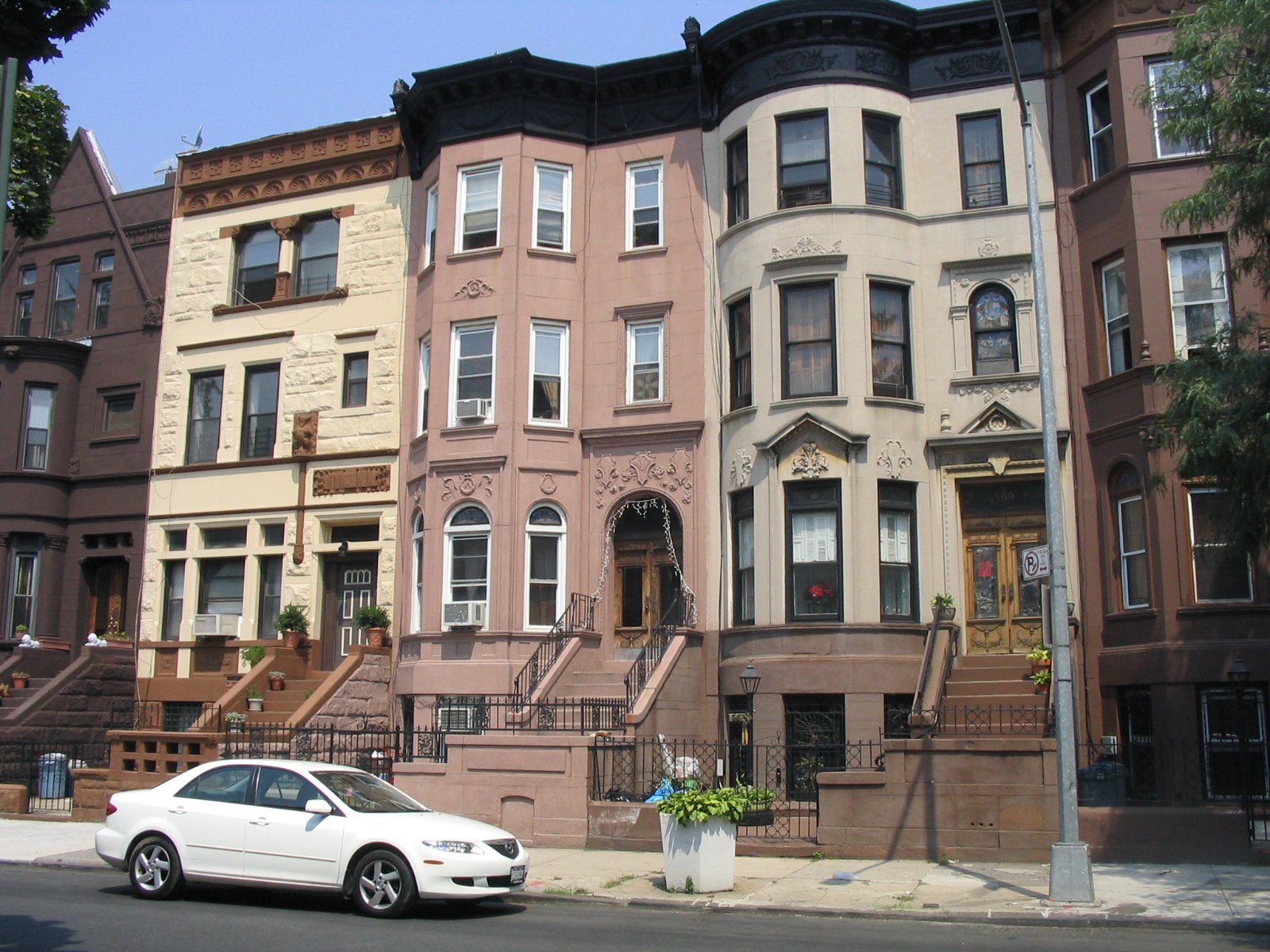
Nhà phố đá nâu tại (brownstone rowhouse) tại Bedford-Stuyvesant, Brooklyn

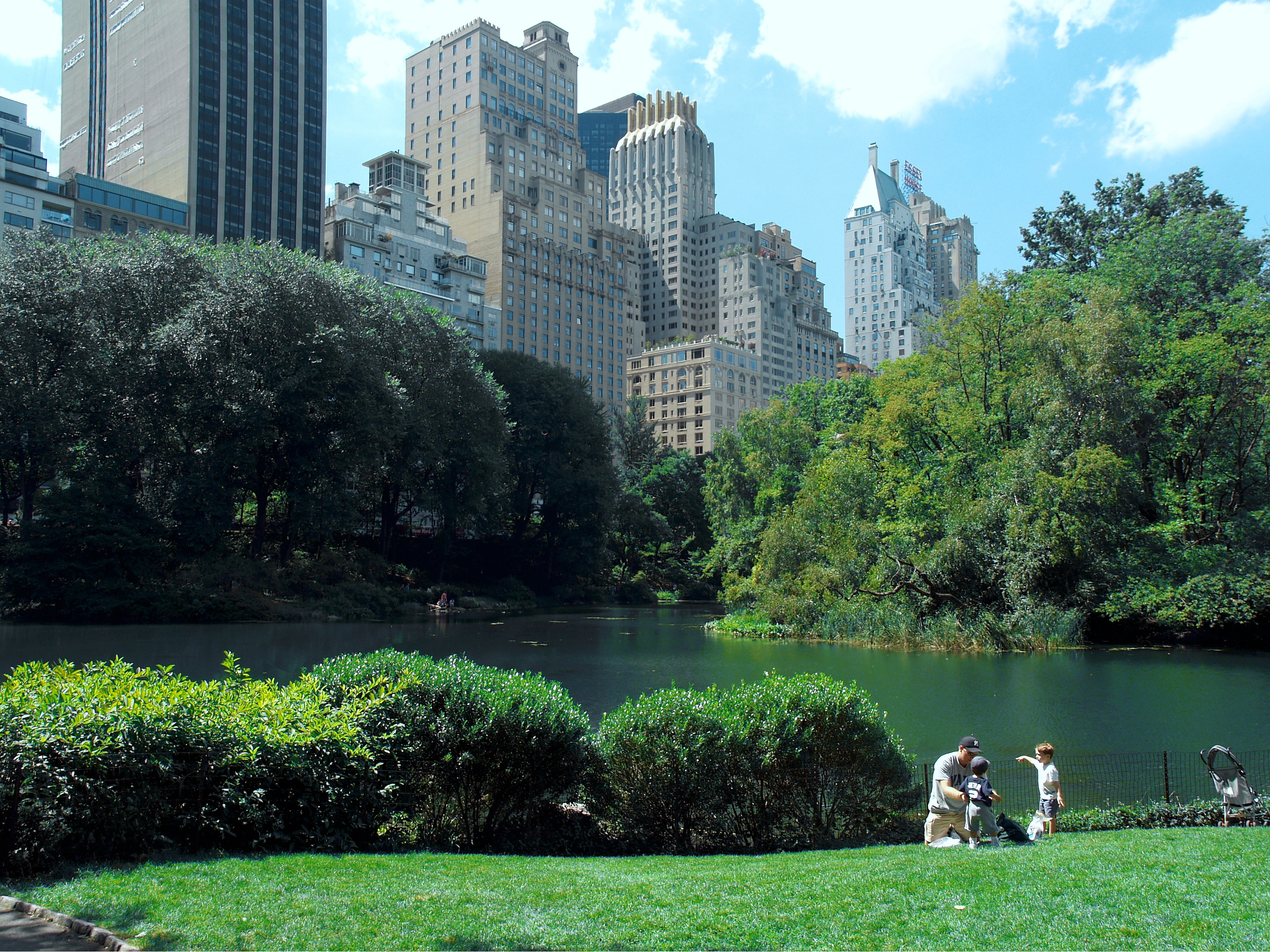
Công viên Trung tâm là công viên thành phố được nhiều người thăm viếng nhất tại Hoa Kỳ.

Kiểu kiến trúc phổ biến nhất tại Thành phố New York là những tòa nhà chọc trời. Kể từ khi được giới thiệu và sử dụng rộng rãi ở đây, kiến trúc này đã làm chuyển đổi các tòa nhà của New York từ kiểu truyền thống châu Âu thấp sang những khu thương mại vươn thẳng đứng lên cao. Tính đến năm 2011, New York có 5.937 tòa nhà cao tầng, nhiều hơn bất cứ thành phố nào khác ở Hoa Kỳ và đứng hạng nhì thế giới, chỉ sau Hong Kong . Hiện nay thành phố có 50 nhà chọc trời xây dựng xong, cao trên 200 mét (656 foot). Bị bao quanh bởi mặt nước, mật độ dân số và giá trị bất động sản cao trong những khu thương mại khiến cho New York trở thành nơi tập trung nhiều nhất các tòa nhà, tòa tháp chung cư và văn phòng trên thế giới.
New York có những tòa nhà với kiến trúc nổi bật mang nhiều phong cách khác nhau. Woolworth Building tại 40 phố Wall, hoàn thành năm 1913, là tòa nhà chọc trời mang kiến trúc Gothic Phục hưng thời kỳ đầu. Nghị quyết phân vùng năm 1916 bắt buộc các tòa nhà mới phải được xây theo kiểu hình chồng lên nhau (phần dưới có diện tích rộng hơn phần trên) và giới hạn các tháp bằng một phần trăm nền đất bên dưới để cho ánh nắng mặt trời chiếu xuống đường phố bên dưới. Kiểu thiết kế Art Deco của Tòa nhà Chrysler năm 1930 với đỉnh thon nhỏ và hình chóp bằng thép đã phản ánh những yêu cầu bắt buộc đó. Tòa nhà này được nhiều sử gia và kiến trúc sư xem như là tòa nhà đẹp nhất New York với cách trang trí rõ nét, thí dụ các góc của tầng 61 có hình biểu tượng chim ó gắn trên nắp phía trước đầu xe Chrysler kiểu năm 1928 và cả các mẫu đèn hình chữ V được ghép chặt bởi một tháp chóp bằng thép ở trên đỉnh tòa nhà. Một ví dụ về ảnh hưởng lớn của kiến trúc phong cách quốc tế tại Hoa Kỳ là Tòa nhà Seagram (1957), đặc biệt vì diện mạo của nó sử dụng các xà bằng thép hình chữ H được bọc đồng dễ nhìn thấy để làm nổi bật cấu trúc của tòa nhà. Tòa nhà Condé Nast (2000) là một thí dụ điển hình cho thiết kế bền vững (Sustainable design) trong các tòa nhà chọc trời của Mỹ.
Đặc điểm của các khu dân cư lớn của New York thường là các dãy nhà phố (rowhouse, townhouse) đá nâu tao nhã và các tòa nhà chung cư tồi tàn được xây dựng trong một thời kỳ mở rộng nhanh từ năm 1870 đến năm 1930. Đá và gạch trở thành các vật liệu xây dựng chọn lựa của thành phố sau khi việc xây nhà gỗ bị hạn chế bởi vụ cháy lớn vào năm 1835. Không giống như Paris trong nhiều thế kỷ đã được xây dựng từ chính nền đá vôi của mình, New York luôn lấy đá xây dựng từ một hệ thống các mỏ đá xa xôi và các tòa nhà xây bằng đá của thành phố thì đa dạng về kết cấu và màu sắc. Một điểm nổi bật khác của nhiều tòa nhà thành phố là có sự hiện diện của những tháp nước bằng gỗ đặt trên nóc. Vào thập niên 1800, thành phố bắt buộc các tòa nhà cao trên sáu tầng gắn các tháp nước như vậy để không cần phải nén nước quá cao ở các cao độ thấp mà có thể làm bể các ống dẫn nước của thành phố. Những tòa nhà chung cư có vườn hoa trở nên quen thuộc suốt thập niên 1920 tại những khu ngoại ô trong đó có Jackson Heights nằm trong quận Queens. Lưu thông trong khu vực này trở nên thuận tiện với việc mở rộng đường xe điện ngầm.

### Công viên
Thành phố New York có trên 110 km² đất công viên thành phố và 23 km bãi sông, bãi biển công cộng. Đất công viên được tăng thêm hàng trăm mẫu Anh từ Khu Giải trí Quốc gia Gateway thuộc hệ thống công viên quốc gia Hoa Kỳ nằm trong ranh giới thành phố. Chỉ riêng khu bảo tồn hoang dã Vịnh Jamaica, khu bảo tồn hoang dã duy nhất trong hệ thống công viên quốc gia, bao phủ 36 km² gồm các đảo có đầm lầy và nước chiếm phần lớn vịnh Jamaica. Công viên Trung tâm của Manhattan do Frederick Law Olmsted và Calvert Vaux thiết kế, là một công viên thành phố được viếng thăm nhiều nhất tại Hoa Kỳ với con số khoảng 30 triệu lượt khách viếng thăm hàng năm, hơn 10 triệu lượt so với công viên Lincoln ở Chicago đứng hạng nhì. Công viên Prospect tại Brooklyn, cũng do Olmsted và Vaux thiết kế, có một đồng cỏ rộng 360.000 m² (90 mẫu Anh). Công viên Flushing Meadows–Corona trong khu Queens, lớn thứ ba của thành phố, là nơi tổ chức triển lãm thế giới năm 1939 và 1964. Trên một phần 5 khu The Bronx, rộng khoảng 28 km², được dành cho không gian mở và công viên trong đó có công viên Van Cortlandt, công viên Pelham Bay, Vườn thú The Bronx và Các vườn thực vật New York.

### Các quận

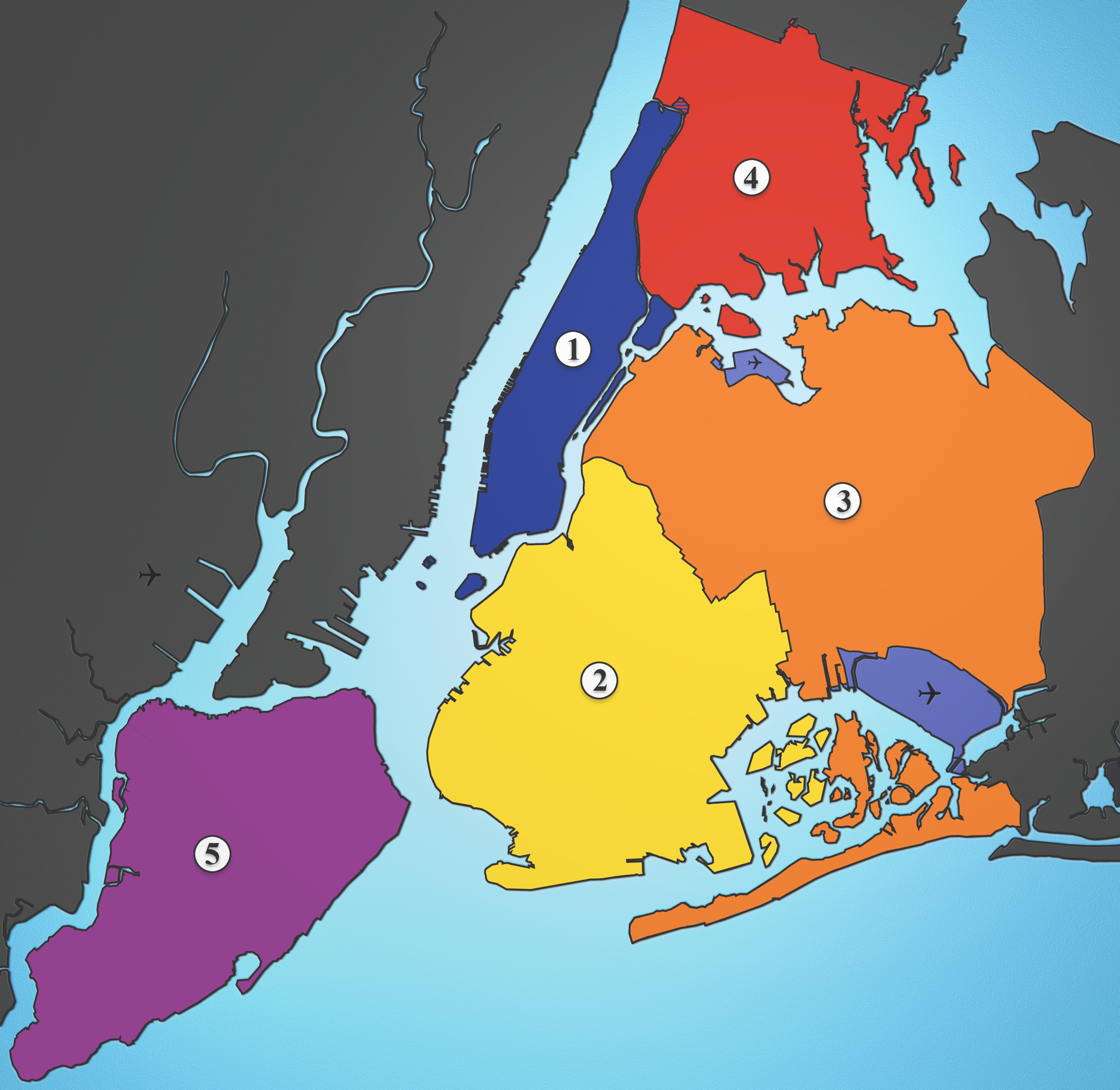
Năm quận của New York: ', ', ', ', '

Thành phố New York bao gồm năm quận riêng, được gọi là "borough". Đây là một hình thức chính quyền khác thường tại Hoa Kỳ. Mỗi "borough" của New York tồn tại song song với một quận tương ứng của tiểu bang New York. Khắp các "borough" có hàng trăm khu dân cư rõ rệt. Nhiều trong số các khu dân cư này có lịch sử và đặc tính riêng để gọi chúng. Nếu mỗi "borough" là một thành phố độc lập thì bốn trong số các "borough" (Brooklyn, Queens, Manhattan, và The Bronx) sẽ nằm trong số 10 thành phố đông dân nhất Hoa Kỳ.
- The Bronx (quận Bronx của tiểu bang New York: dân số năm 2017 là 1,471,160	người) [109] là quận cận bắc nhất của Thành phố New York. Nơi đây có sân vận động Yankee là sân nhà của đội bóng chày New York Yankees, và cũng là nơi có dãy nhà phức hợp lớn nhất tại Hoa Kỳ có tên gọi là Co-op City.[110] Trừ một dãy đất nhỏ của khu Manhattan có tên Marble Hill, The Bronx là phần duy nhất của thành phố New York nằm trong phần đất liền của Hoa Kỳ. Khu này có Vườn thú Bronx, vườn thú vùng đô thị lớn nhất tại Hoa Kỳ rộng 1,07 km² và có trên 6.000 con vật.[111] The Bronx là nơi phát sinh văn hóa hip hop và rap.
- Manhattan (quận New York của tiểu bang New York: dân số năm 2017: 1,664,727) [109] là quận có mật độ dân số đông nhất với rất nhiều nhà chọc trời. Công viên Trung tâm cũng tọa lạc trong quận này. Manhattan là trung tâm tài chính của thành phố và là nơi có các tổng hành dinh của nhiều đại công ty chính, Liên Hợp Quốc, cũng như một số trường đại học quan trọng và danh lam thắng cảnh văn hóa trong đó có vô số viện bảo tàng, khu nhà hát Broadway, Làng Greenwich, và nhà thi đấu Madison Square Garden. Manhattan được chia thành các vùng: Hạ Manhattan, Midtown Manhattan, và Thượng Manhattan. Thượng Manhattan bị chia cắt bởi Công viên Trung tâm thành "Upper East Side" (phía đông Thượng Manhattan) and và "Upper West Side" (phía tây Thượng Manhattan), và phía trên công viên là khu Harlem.
- Brooklyn (quận Kings của tiểu bang New York: dân số năm 2017: 2,648,771) [112] là quận đông dân nhất của thành phố và từng là một thành phố độc lập cho đến năm 1898. Brooklyn nổi tiếng vì sự đa dạng chủng tộc, xã hội, văn hóa, những khu dân cư khác biệt và một di sản kiến trúc có một không hai. Nó cũng là một quận duy nhất ngoài Manhattan có một khu trung tâm đô thị rõ rệt. Quận đặc biệt có một bãi sông (biển) mặt tiền dài. Đảo Coney, thành lập vào thập niên 1870, là một trong các khu vui chơi xưa nhất tại Hoa Kỳ.[113]

| Sơ lược về năm quận của New York  |                    |                                 |               |               |
| Khu vực thẩm quyền                | Khu vực thẩm quyền | Dân số                          | Diện tích đất | Diện tích đất |
| Quận (thành phố)                  | Quận (tiểu bang)   | ước tính vào 1 tháng 7 năm 2008 | dặm vuông     | Cây số vuông  |
| Manhattan                         | New York           | 1.634.795                       | 23            | 59            |
| The Bronx                         | Bronx              | 1.391.903                       | 42            | 109           |
| Brooklyn                          | Kings              | 2.556.598                       | 71            | 183           |
| Queens                            | Queens             | 2.293.007                       | 109           | 283           |
| Đảo Staten                        | Richmond           | 487.407                         | 58            | 151           |
| Thành phố New York                | Thành phố New York | 8.363.710                       | 303           | 786           |
| Tiểu bang New York                | Tiểu bang New York | 19.490.297                      | 47.214        | 122.284       |
| Nguồn: Cục điều tra dân số Hoa Kỳ |                    |                                 |               |               |

- Queens (quận Queens của tiểu bang New York: dân số năm 2017: 2,358,582) [112] là quận lớn nhất của thành phố về mặt địa lý và là quận đa chủng tộc nhất của Hoa Kỳ,[117] và có thể sẽ qua mặt Brooklyn để trở thành quận đông dân nhất thành phố vì chiều hướng phát triển hiện nay. Trong lịch sử quận Queens là một khu gồm nhiều thị trấn và làng mạc nhỏ do người Hà Lan thành lập. Ngày nay phần lớn quận này là khu dân cư của tầng lớp trung lưu. Đây là quận lớn duy nhất tại Hoa Kỳ mà thu nhập trung bình của người Mỹ gốc châu Phi lên đến 52.000 đô la Mỹ một năm, cao hơn thu nhập trung bình của người Mỹ da trắng.[118] Queens là nơi có sân vận động Citi Field, sân nhà của đội bóng chày New York Mets, hàng năm có tổ chức Giải quần vợt Mỹ Mở rộng. Ngoài ra nó còn có hai trong số ba sân bay chính phục vụ Vùng đô thị New York. Đó là sân bay LaGuardia và sân bay Quốc tế John F. Kennedy (sân bay thứ ba là sân bay Quốc tế Newark Liberty ở New Jersey.)
- Đảo Staten (quận Richmond của tiểu bang New York: dân số năm 2017: 479,458)[112] là khu ngoại ô lớn nhất trong năm quận. Đảo Staten được nối liền với Brooklyn bằng cầu Verrazano-Narrows và với Manhattan bằng phà Đảo Staten miễn phí. Phà Đảo Staten là một trong những nơi hấp dẫn du khách nhất tại Thành phố New York vì ngồi dưới phà sẽ nhìn thấy được Tượng Nữ thần Tự do, đảo Ellis, và Hạ Manhattan dễ dàng. Khu Greenbelt (vành đai xanh) rộng 25 km² nằm trong trung tâm Đảo Staten có khoảng 56,3 km đường mòn dành cho đi dạo. Đây là một trong những khu rừng nguyên sinh của thành phố. Được ấn định vào năm 1984 để bảo vệ đất thiên nhiên của đảo, Greenbelt có bảy công viên thành phố. Đường lát gỗ FDR (FDR Boardwalk) nằm dọc theo bờ phía nam, dài 4 km, là đường lát gỗ dài thứ tư trên thế giới.

## Đời sống hiện đại và văn hóa

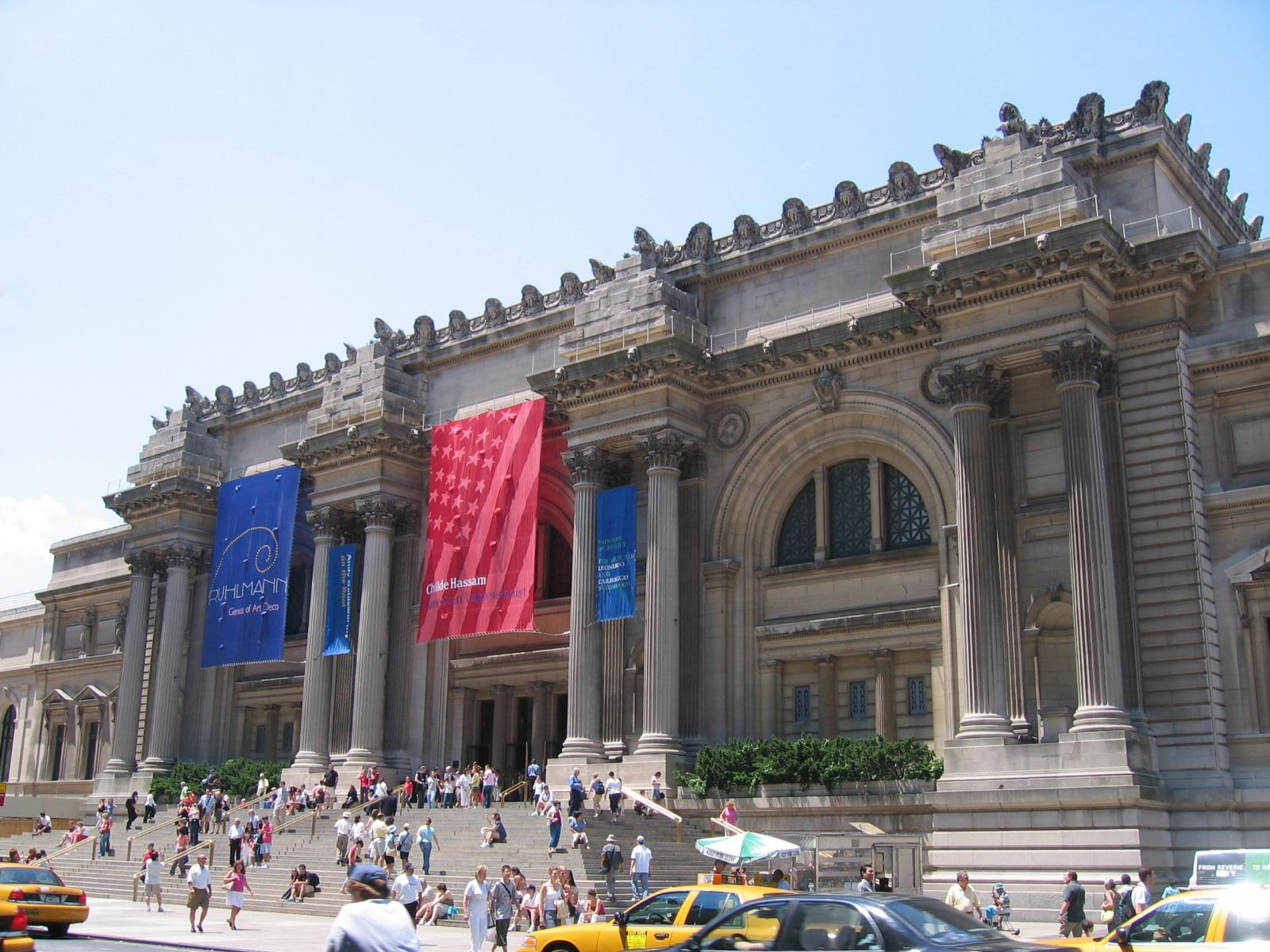
Bảo tàng Mỹ thuật Metropolitan là một trong số các viện bảo tàng lớn nhất thế giới.

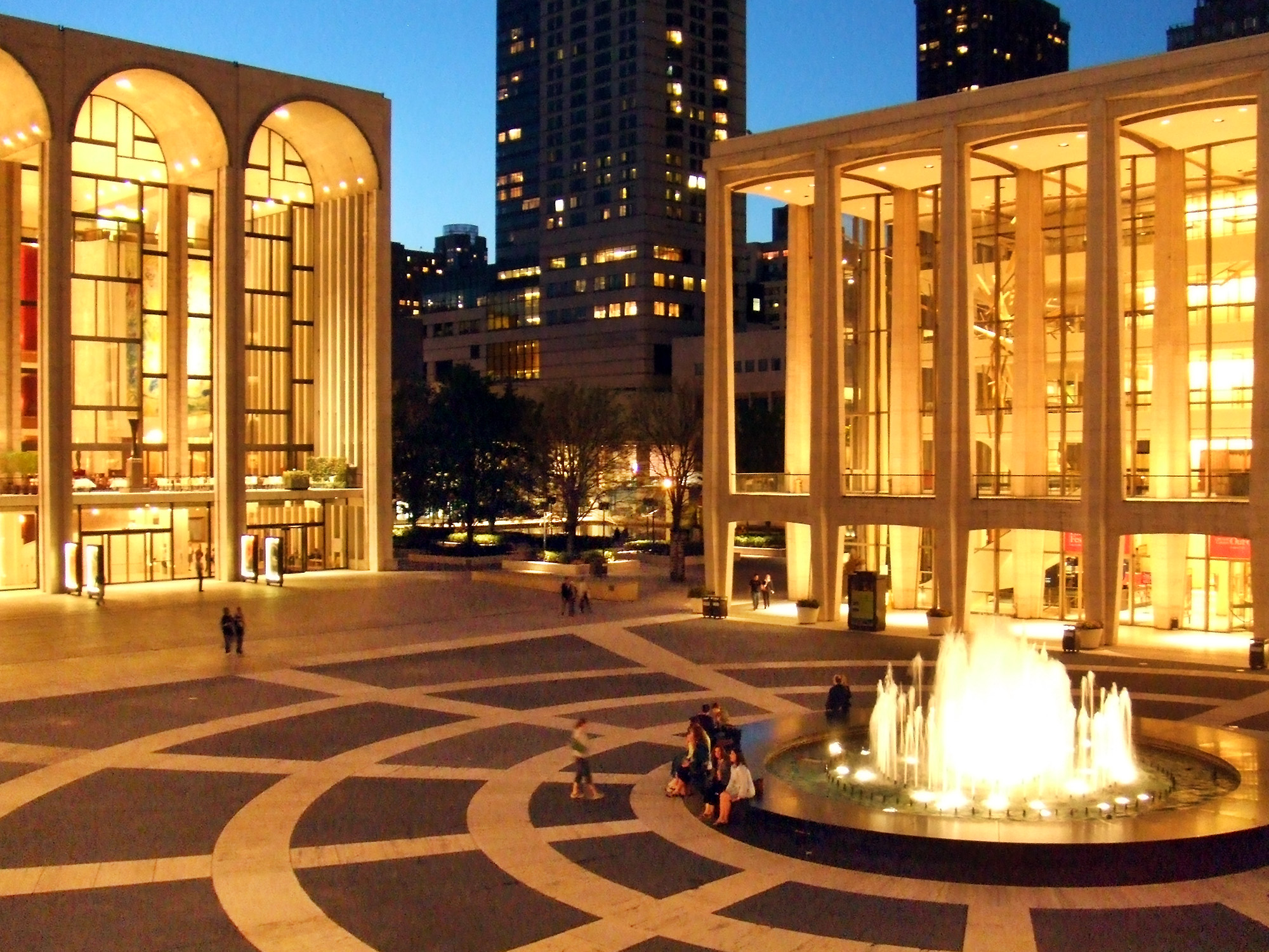
Trung tâm Nghệ thuật Biểu diễn Lincoln là nơi hoạt động của 12 tổ chức nghệ thuật có tiếng tăm. Nó là khu phức hợp dành cho nghệ thuật trình diễn lớn nhất Hoa Kỳ.

"Văn hóa dường như ở trong không khí, cũng giống như một phần của thời tiết", đó là lời của nhà văn Tom Wolfe khi nói đến Thành phố New York. Vô số phong trào văn hóa lớn của Mỹ đã bắt đầu từ thành phố này, thí dụ như Phục hưng Harlem đã dựng nên âm nhạc văn chương người Mỹ gốc châu Phi tại Hoa Kỳ. Thành phố là một trung tâm nhạc jazz trong thập niên 1940, chủ nghĩa trừu tượng biểu hiện trong thập niên 1950 và là nơi phát sinh văn hóa nhạc hip hop trong thập niên 1970. Các tụ điểm nhạc hardcore và punk có nhiều ảnh hưởng trong thập niên 1970 và thập niên 1980. New York từ lâu cũng là nơi văn chương người Mỹ gốc Do Thái đua nở. Trong các ban nhạc indie rock lừng danh từ Thành phố New York trong những năm gần đây có thể kể đến The Strokes, Interpol, The Bravery, Scissor Sisters, và They Might Be Giants.

### Giải trí và nghệ thuật biểu diễn
New York có vai trò quan trọng đối với nền điện ảnh Mỹ. Manhatta, một trong những bộ phim tiên phong của trào lưu Avant-garde, được quay tại thành phố vào năm 1920. Ngày nay, New York là trung tâm lớn thứ hai của ngành công nghiệp điện ảnh Hoa Kỳ. Thành phố có trên 2.000 tổ chức văn hóa và mỹ thuật và hơn 500 phòng trưng bày mỹ thuật lớn nhỏ. Hàng năm, chính quyền thành phố tài trợ mỹ thuật với một ngân sách còn lớn hơn ngân sách của cơ quan "National Endowment for the Arts" thuộc chính phủ liên bang. Các nhà công nghiệp giàu có trong thế kỷ XIX đã xây dựng một hệ thống các viện văn hóa lớn như Carnegie Hall và Metropolitan Museum of Art. Sự phát minh ra điện chiếu sáng đã đưa đến việc giàn dựng công phu các vở kịch. Trong thập niên 1880, các nhà hát của New York trên phố Broadway và dọc theo phố 42 bắt đầu trình diễn một hình thức sân khấu mới mà ngày nay được biết đến với tên gọi nhạc kịch Broadway.
Ảnh hưởng bởi những di dân nên các tác phẩm kịch, như của Harrigan và Hart, George M. Cohan... thường sử dụng bài hát phản ánh những chủ đề hy vọng và tham vọng. Ngày nay các tác phẩm này là trụ cột chính của kịch nghệ New York. 39 nhà hát kịch lớn nhất – với hơn 500 ghế – của Thành phố được mọi người biết đến với các tên chung "Broadway", theo tên của đường phố nhộn nhịp chạy băng qua khu nhà hát Quảng trường Thời đại. Khu vực này đôi khi cũng được gọi là "The Main Stem", "The Great White Way" hay "The Realto".
Trung tâm Nghệ thuật Biểu diễn Lincoln mà gồm có "Jazz at Lincoln Center", "Metropolitan Opera", "New York City Opera", "New York Philharmonic", "New York City Ballet", "Vivian Beaumont Theatre", "Juilliard School and Alice Tully Hall" là trung tâm nghệ thuật biểu diễn lớn nhất tại Hoa Kỳ. Central Park SummerStage (Sân khấu mùa hè Công viên Trung tâm) trình diễn các vở kịch và âm nhạc miễn phí tại Công viên Trung tâm. Ngoài ra còn có đến 1.200 buổi hòa nhạc miễn phí trình diễn khắp năm quận trong những tháng mùa hè.

### Du lịch

Biểu tượng I Love New York

Du lịch là một ngành kinh tế quan trọng đối với thành phố New York, thành phố đã chứng kiến một số lượng khách du lịch quốc tế và nội địa ngày càng tăng trong những năm qua, đạt kỷ lục 62,8 triệu lượt khách trong năm 2017 . Khoảng 12 triệu du khách đến thành phố New York là từ bên ngoài Hoa Kỳ, với số lượng khách du lịch cao nhất tới từ Vương quốc Anh, Canada, Brazil và Trung Quốc.
I Love New York (viết tắt I ❤ NY) vừa là một biểu tượng vừa là một bài hát mà là nền tảng của một chiến dịch quảng cáo đã được sử dụng từ năm 1977 để quảng bá du lịch tại thành phố New York . Logo được đăng ký nhãn hiệu, thuộc sở hữu của New York State Empire State Development xuất hiện trong các cửa hàng lưu niệm và tài liệu quảng cáo trên khắp thành phố và tiểu bang New York, một số được cấp phép, một số không.
Những điểm đến chính của thành phố có thể kể tới Tòa nhà Empire State, Đảo Ellis, sân khấu kịch Broadway, các bảo tàng như Metropolitan Museum of Art, cùng các địa điểm hấp dẫn khác như Công viên Trung tâm, Công viên Washington Square, Trung tâm Rockefeller, Quảng trường Thời đại, Vườn thú Bronx, Vườn thực vật New York hay khu mua sắm sang trọng dọc theo Đại lộ số 5 và Đại lộ Madison, các sự kiện như Diễu hành Lễ hội Halloween ở Làng Greenwich, Liên hoan phim Tribeca, và những buổi trình diễn miễn phí trong Công viên Trung tâm. Tượng Nữ thần Tự do là một nơi chính hấp dẫn du khách và là một trong những biểu tượng nổi tiếng nhất của Hoa Kỳ. Nhiều khu sắc tộc của thành phố như Jackson Heights, Flushing và Brighton Beach là những điểm đến mua sắm chính cho người Mỹ thế hệ thứ nhất và thứ hai ở phía trên và dưới duyên hải phía đông của Hoa Kỳ.

### Ẩm thực
Văn hóa ẩm thực New York bị ảnh hưởng bởi những dân nhập cư và số lượng lớn thực khách nên rất đa dạng. Những di dân người Ý và châu Âu đã làm cho thành phố nổi tiếng về bagel (bánh mì hình dáng giống bánh xe), bánh pho mát (cheesecake), và pizza. Khoảng 4.000 quầy ẩm thực lưu động được thành phố cấp phép, nhiều trong số đó do di dân làm chủ, đã làm cho ẩm thực của Trung Đông như falafel và kebab luôn sẵn có trong số thực phẩm đường phố của New York hiện đại mặc dù hot dog và pretzel vẫn là món ăn ưa chuộng trên đường phố chính. Thành phố cũng là nơi có nhiều tiệm ăn nổi tiếng tại Hoa Kỳ. Có thể nói ẩm thực New York đa dạng bao gồm cả ẩm thực Ý, Pháp, Tây Ban Nha, Đức, Nga, Anh, Hy Lạp, Maroc, Trung Hoa, Ấn Độ, Nhật Bản cũng như vô số các loại ẩm thực mang tính sắc tộc khác.

### Truyền thông

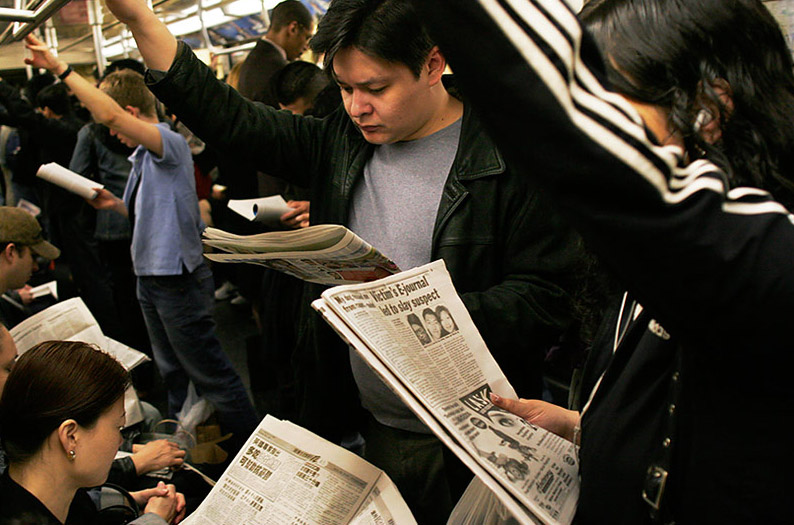
Hệ thống trung chuyển vùng đô thị của Thành phố New York đã tạo cơ hội cho thành phố trở thành một căn cứ bạn đọc báo chí rộng lớn.

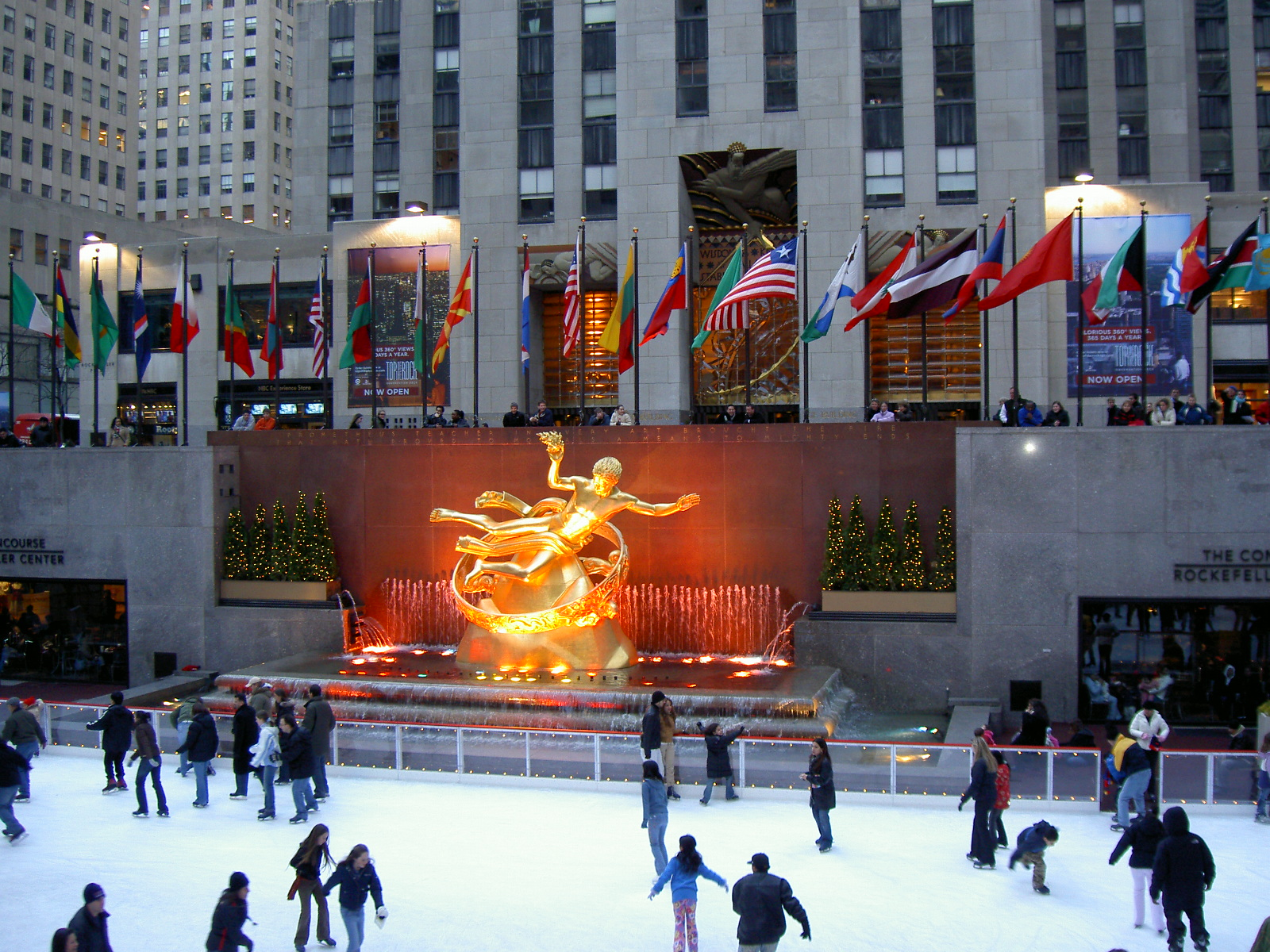
Trung tâm Rockefeller – Trường quay của đài truyền hình NBC

New York là một trung tâm toàn cầu của ngành xuất bản sách báo, âm nhạc, quảng cáo và truyền hình. Thành phố cũng là một thị trường truyền thông lớn nhất Bắc Mỹ, theo sau là Los Angeles, Chicago, và Toronto. Trong số các đại công ty truyền thông của thành phố hiện nay có Time Warner, News Corporation, Bloomberg L.P, Hearst Corporation, AOL và Viacom. Bảy trong số tám hệ thống đại lý quảng cáo toàn cầu hàng đầu của thế giới có trụ sở đặt tại New York. Ba trong số bốn công ty đĩa hát lớn cũng có căn cứ tại đây cũng như tại Los Angeles.
Một phần ba tổng số các phim độc lập của Mỹ được sản xuất tại New York. Hơn 200 tờ báo và 350 tạp chí có văn phòng tại thành phố và công nghiệp xuất bản sách thuê mướn khoảng 25.000 người. Hai trong số ba nhật báo quốc gia của Hoa Kỳ là nhật báo của New York: The Wall Street Journal và The New York Times. Các tờ báo thuộc nhóm tabloid (khổ nhỏ và thường đăng tin giật gân) lớn trong thành phố gồm có The New York Daily News và The New York Post do Alexander Hamilton thành lập năm 1801. Thành phố cũng có một nhóm truyền thông sắc tộc chính với 270 tờ báo và tạp chí xuất bản bằng trên 40 thứ ngôn ngữ. El Diario La Prensa là nhật báo xưa nhất xuất bản bằng tiếng Tây Ban Nha lớn nhất quốc gia.
The New York Amsterdam News, xuất bản tại Harlem, là một tờ báo nổi tiếng của người Mỹ gốc châu Phi.
Công nghệ truyền hình phát triển tại New York và nó là ngành thuê mướn nhiều nhân công đáng kể đối với nền kinh tế của thành phố. Bốn hệ thống truyền hình chính của Mỹ như ABC, CBS, FOX và NBC đều có tổng hành dinh tại New York. Nhiều kênh truyền hình cáp cũng có cơ sở trong thành phố trong đó có MTV, Fox News, HBO và Comedy Central. Năm 2005, có trên 100 chương trình truyền hình được thu hình tại Thành phố New York.
New York cũng là một trung tâm chính đối với truyền thông phi thương mại. Kênh truyền hình cộng đồng (public-access television) xưa nhất ở Hoa Kỳ là Manhattan Neighborhood Network được thành lập vào năm 1971. WNET là đài truyền hình công cộng (public television) chính của thành phố và là một nhà cung cấp chính yếu của chương trình truyền hình công cộng quốc gia PBS. WNYC, một đài phát thanh công cộng do thành phố làm chủ đến năm 1997, có số bạn nghe đài công cộng lớn nhất Hoa Kỳ.
Thành phố New York điều hành một dịch vụ truyền hình công cộng, NYC-TV, sản xuất một số chương trình ban đầu của giải thưởng Emmy về âm nhạc và văn hóa trong các khu dân cư cũng như chính quyền thành phố.

### Giọng nói
Cư dân Thành phố New York có một kiểu giọng nói rõ rệt, được gọi là giọng New York, hay gọi cách khác hơn là giọng Brooklyn, thường được xem là một trong các giọng dễ nhận nhất trong tiếng Anh-Mỹ. Phiên bản ban đầu xưa kia của giọng nói này tập trung ở lớp trung lưu và lao động có nguồn gốc từ người Mỹ gốc châu Âu, và khi làn sóng di dân không phải người châu Âu đến trong nhiều thập niên vừa qua đã khiến cho giọng riêng biệt này có những thay đổi.
Giọng truyền thống của vùng New York được gọi là "non-rhotic", có nghĩa là âm [ɹ] không xuất hiện ở cuối một âm chữ (syllable) hay ngay trước một phụ âm; vì thế cách phát âm tên thành phố sẽ là "New Yawk". Không có [ɹ] trong các chữ như park [pɔːk], butter [bʌɾə], hay here [hiə]. Một đặc điểm khác nữa là âm [ɔ] của các từ như talk, law, cross, và coffee và âm [ɔr] trong các từ như core và more thì cứng và thường hay lên giọng hơn tiếng Anh-Mỹ phổ thông.
Trong các phiên bản xưa và đặc sệt nhất của giọng New York, các nguyên âm của các từ như "girl" và những từ như "oil" đều trở thành một nguyên âm đôi [ɜɪ]. Điều này thường gây ra sự nhầm lẫn đối với những người nói tiếng Anh-Mỹ giọng khác vì từ girl được phát âm thành "goil" và oil trở thành "erl". Kết quả là người khác sẽ nghe dân New York nói những từ như sau "Joizey" có nghĩa là Jersey, "Toidy-Toid Street" có nghĩa là 33rd Street và "terlet" có nghĩa là toilet. Nhân vật Archie Bunker trong phim hài kịch tình huống của thập niên 1970, All in the Family, là một thí dụ điển hình về một người nói giọng có đặc điểm này. Giọng nói như thế ngày nay không còn quá phổ biến.

### Thể thao

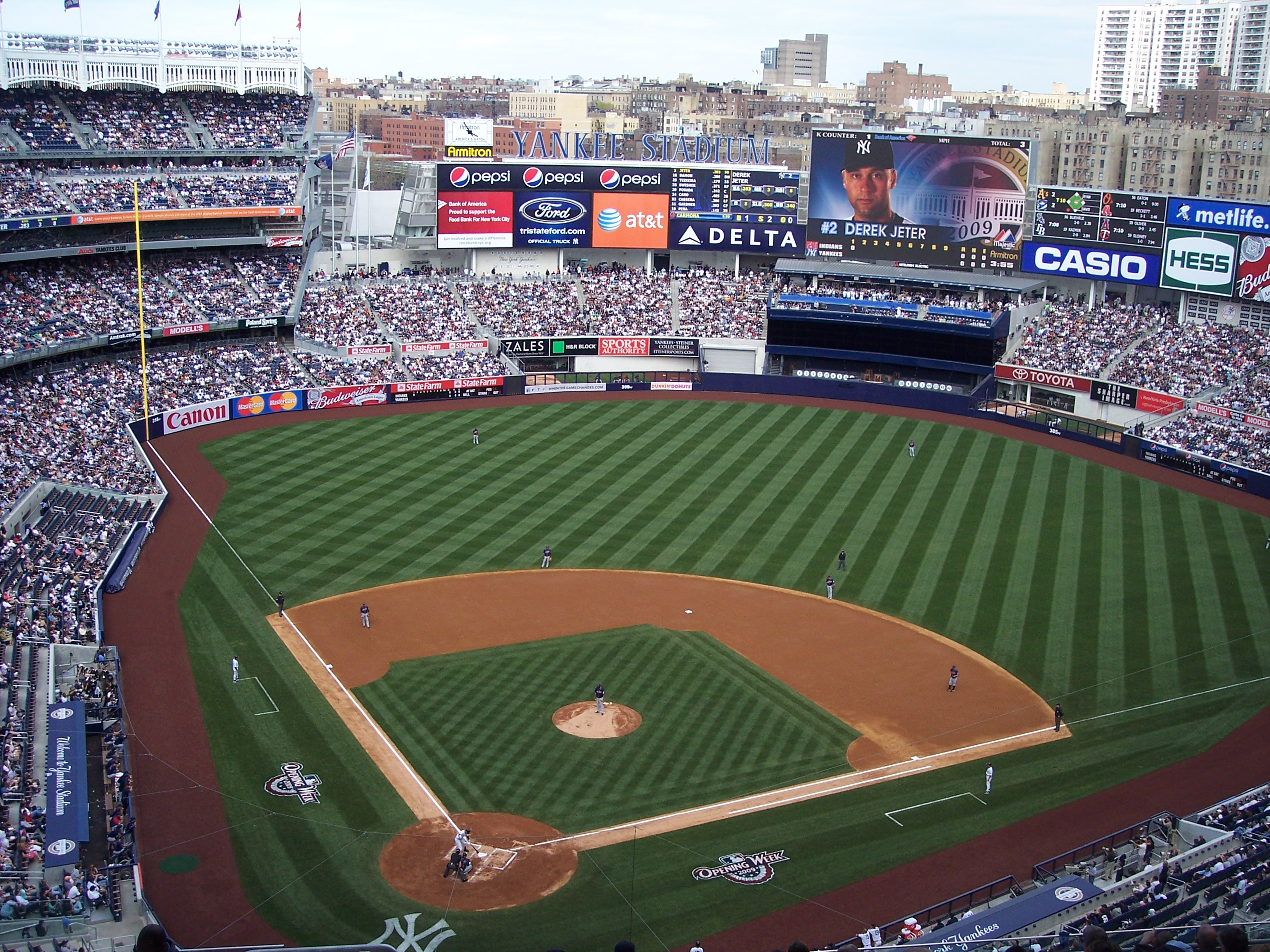
Sân vận động Yankee mới là sân nhà của đội bóng chày chuyên nghiệp New York Yankees từ năm 2009.

New York có các đội thể thao trong bốn liên đoàn thể thao chuyên nghiệp chính của Bắc Mỹ.
Thành phố New York là một trong ít nơi tại Hoa Kỳ mà môn bóng chày vẫn còn là môn thể thao được yêu chuộng nhất, hơn hẳn môn bóng bầu dục. Cùng với Chicago, Washington-Baltimore, Los Angeles và Vùng Vịnh San Francisco, New York là một trong 5 vùng đô thị có hai đội bóng chày chuyên nghiệp. Hai đội bóng chày chuyên nghiệp thuộc Major League Baseball của thành phố là đội New York Yankees và đội New York Mets. Đội Yankees từng giành được 26 giải quán quân trong khi đội Mets được hai lần. New York cũng từng là thành phố nhà trước đây của đội bóng chày "New York Giants" (hiện nay là San Francisco Giants) và "Brooklyn Dodgers" (hiện nay là Los Angeles Dodgers). Cả hai đội này đã di chuyển về California vào năm 1958. Thành phố cũng có hai đội bóng chày chơi trong Minor league baseball là Staten Island Yankees và Brooklyn Cyclones.

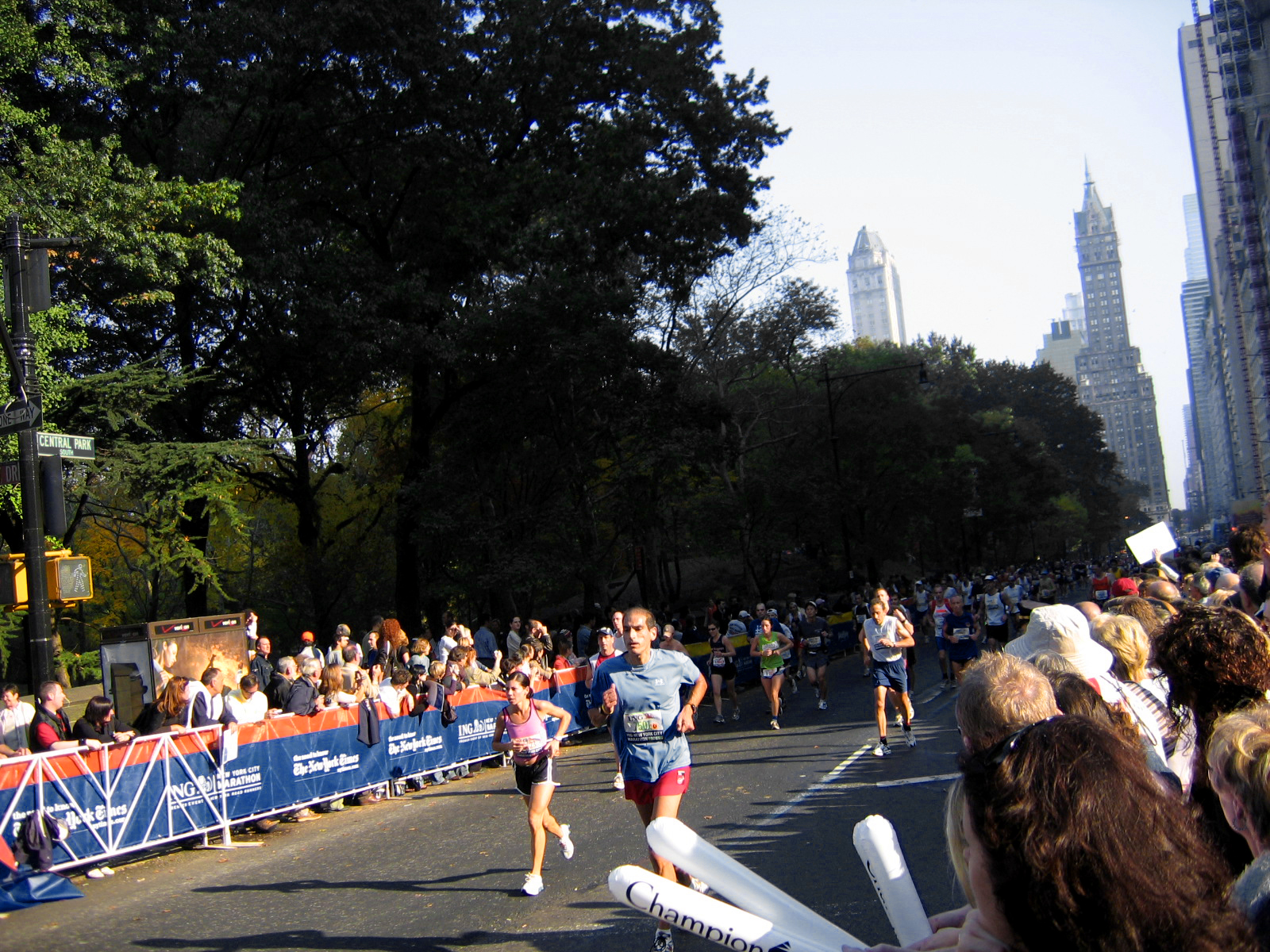
Cuộc đua Marathon Thành phố New York là một cuộc đua đường dài lớn nhất trên thế giới.

New York có các đội đại diện chơi trong Liên đoàn Bóng bầu dục Quốc gia (National Football League) là New York Jets và New York Giants mặc dù cả hai đều có sân nhà ở Sân vận động Giants nằm bên tiểu bang New Jersey lân cận. Đội khúc côn cầu New York Rangers đại diện thành phố trong Liên đoàn Khúc côn cầu Quốc gia (National Hockey League). Trong vùng đô thị còn có hai đội khác, đội New Jersey Devils và đội New York Islanders, chơi tại Long Island.
Về bóng đá, Thành phố New York có một đại diện trong liên đoàn bóng đá nhà nghề Mỹ, có tên Major League Soccer, là đội Red Bull New York. Đội "Red Bulls" cũng chơi trong sân nhà là Sân vận động Giants tại New Jersey. Trong quá khứ còn có đội New York Cosmos, đội bóng mà vua bóng đá Pele từng có quãng thời gian thi đấu. Đội bóng rổ thành phố thuộc Hội Bóng rổ Quốc gia (National Basketball Association) là đội New York Knicks và đội thuộc Hội Nữ Bóng rổ Quốc gia (Women's National Basketball Association) là đội New York Liberty. Nằm trong cùng vùng đô thị còn có một đội thuộc Hội Bóng rổ Quốc gia là New Jersey Nets. Giải đầu tiên vô địch bóng rổ cấp đại học quốc gia, National Invitation Tournament, được tổ chức tại Thành phố New York năm 1938 và vẫn còn được tổ chức tại thành phố.

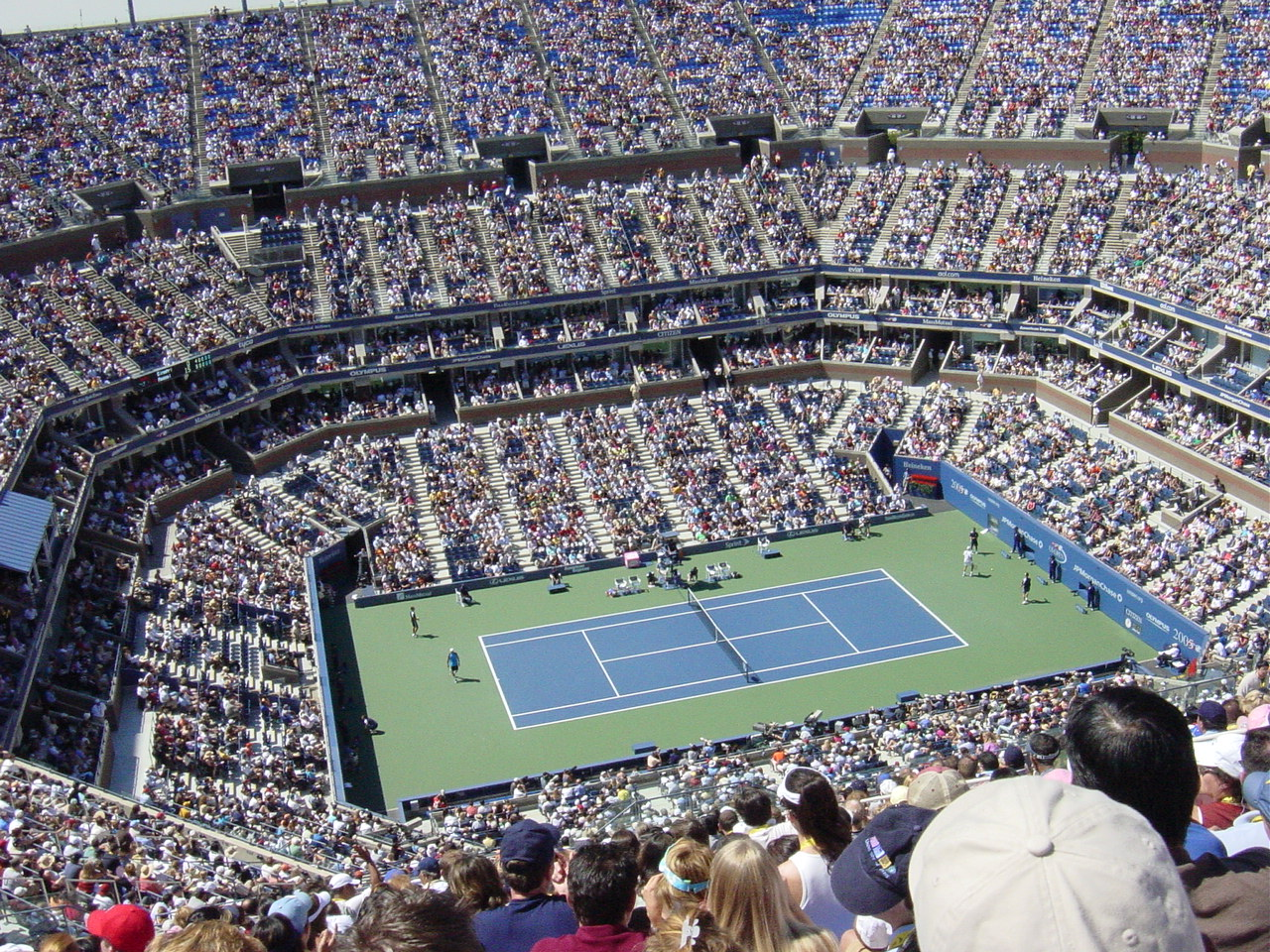
Giải quần vợt Mỹ Mở rộng (tổ chức tại quận Queens) là sự kiện thứ tư và cuối cùng của vòng tranh giải Grand Slam quần vợt.

Với vai trò của một thành phố toàn cầu, New York hỗ trợ nhiều sự kiện ngoài các môn thể thao này. Queens là nơi tổ chức Giải quần vợt Mỹ Mở rộng, một trong bốn cuộc tranh tài của Grand Slam quần vợt. Cuộc chạy đua Marathon Thành phố New York là cuộc chạy đua đường dài lớn nhất thế giới. Trong những lần đua năm 2004-2006, thành phố đã chiếm ba vị trí hàng đầu trong các cuộc chạy đua marathon với số lượng người hoàn thành hết đường đua lớn nhất, trong đó 37.866 người đã hoàn thành hết đường đua vào năm 2006. Millrose Games là một đại hội điền kinh hàng năm mà sự kiện nổi bật của nó là cuộc chạy đua mang tên "Wanamaker Mile". Quyền anh cũng là một phần rất nổi bật trong nền thể thao thành phố với các sự kiện như "Amateur Boxing Golden Gloves" (Qăng tay vàng Quyền anh nghiệp dư) được tổ chức tại sân vận động Madison Square Garden hàng năm.
Nhiều môn thể thao có liên hệ với các cộng đồng di dân của New York. Stickball, một hình thức bóng chày đường phố, rất phổ biến trong giới trẻ những khu dân cư thuộc tầng lớp lao động người gốc Ý, Đức, và Ái Nhĩ Lan trong thập niên 1930. Stickball vẫn còn được phổ biến, thí dụ như một đường phố trong The Bronx đã được đặt tên là Đại lộ Stickball để kỷ niệm môn thể thao đường phố nổi tiếng này của New York. Trong những năm gần đây, các liên đoàn cricket tài tử đã xuất hiện cùng với sự có mặt của các di dân mới đến từ Nam Phi và vùng biển Caribbean. Các môn bóng chày, khúc côn cầu và bóng bầu dục đường phố cũng thấy rất phổ biến trên các đường phố của New York. Thành phố New York thường được gọi là "The World's Biggest Urban Playground" (Sân chơi đô thị lớn nhất của thế giới) vì các môn thể thao đường phố được mọi người ở mọi lứa tuổi chơi ở khắp nơi.

## Kinh tế

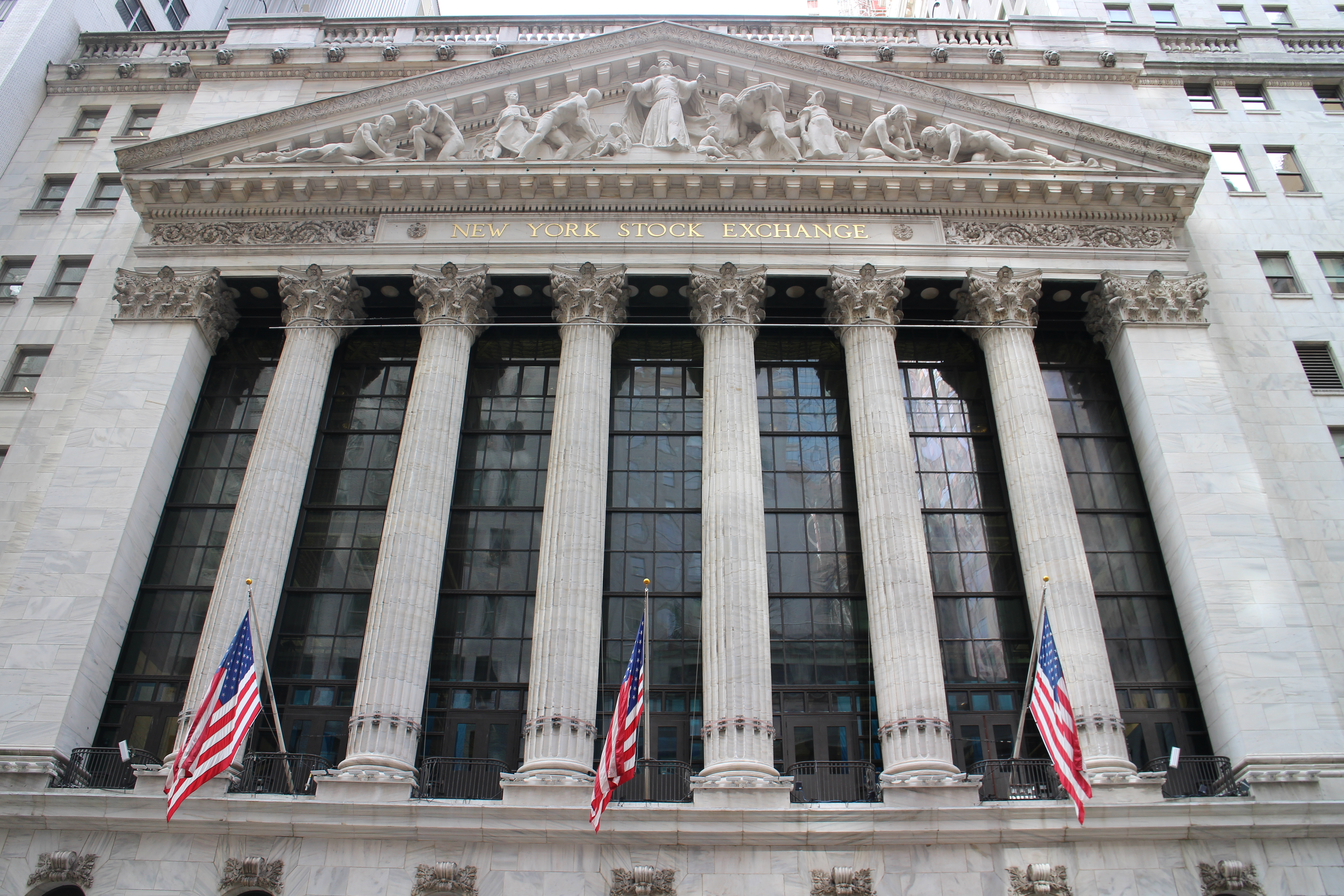
Sở giao dịch chứng khoán New York

New York là một trung tâm toàn cầu về thương mại và giao dịch quốc tế, cũng là một trong ba "trung tâm tập quyền" kinh tế thế giới cùng với Luân Đôn và Tokyo. Thành phố là một trung tâm chính về tài chính, bảo hiểm, địa ốc và nghệ thuật tại Hoa Kỳ. Vùng đô thị New York có tổng sản phẩm vùng đô thị được ước tính là 1.072 tỷ đô la Mỹ trong năm 2017  khiến nó trở thành nền kinh tế vùng lớn nhất Hoa Kỳ và theo tuần báo IT Week, nền kinh tế thành phố lớn thứ hai trên thế giới. Theo Cinco Dias, New York kiểm soát 40% tài chính thế giới tính đến cuối năm 2008, khiến nó trở thành trung tâm tài chính lớn nhì thế giới(sau Luân Đôn).. Vào tháng 2 năm 2017, tỷ lệ thất nghiệp của thành phố New York giảm xuống còn 4,3%, mức thấp nhất từng được ghi lại trong lịch sử của thành phố 

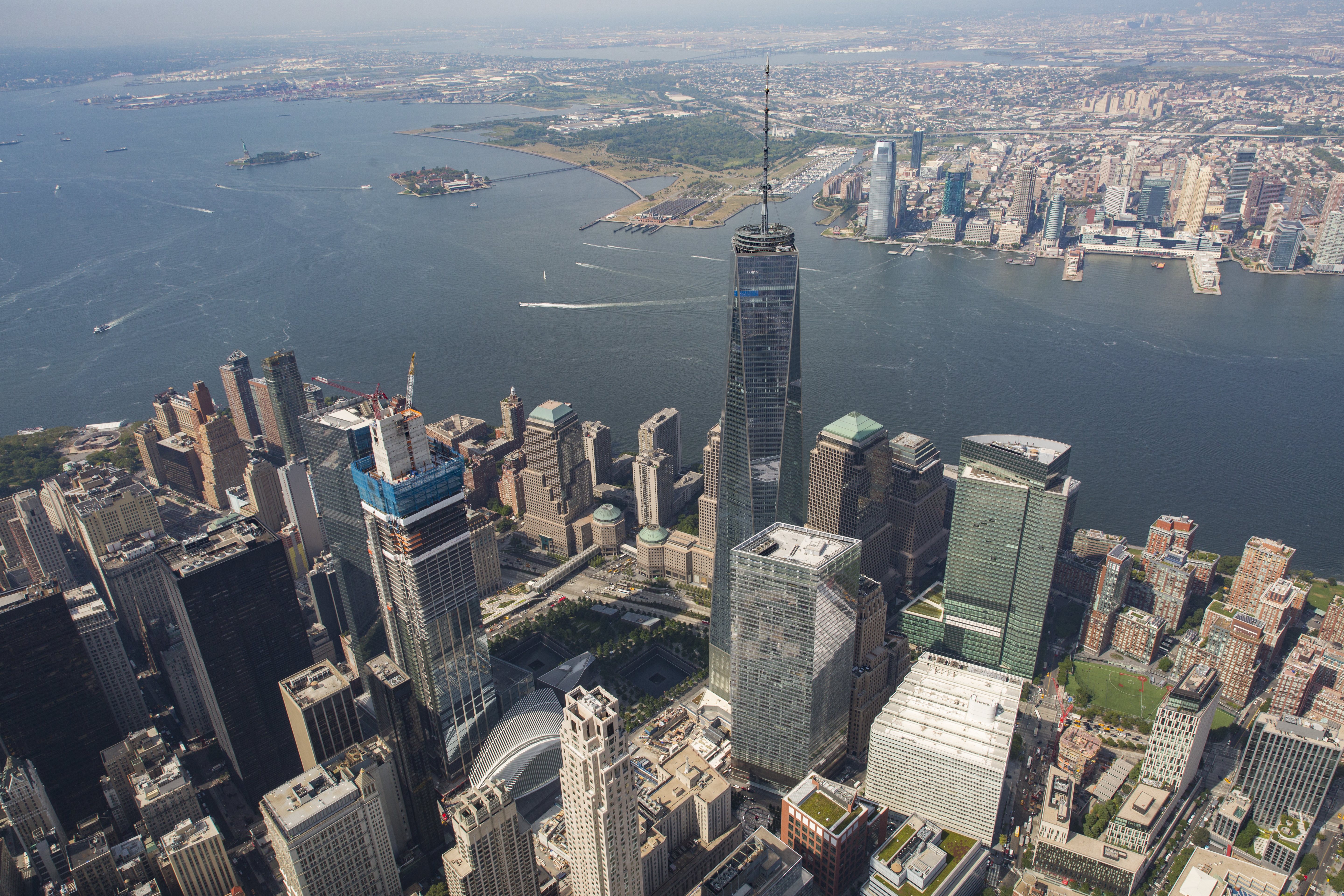
Trung tâm Thương mại Thế giới

Nhiều công ty chính đã đặt tổng hành dinh tại Thành phố New York trong đó có 43 công ty được xếp trong Fortune 500. New York cũng là nơi đặc biệt trong các thành phố Mỹ vì có số lượng lớn các đại công ty ngoại quốc. Một trong mười việc làm thuộc lãnh vực tư nhân của thành phố là với một công ty ngoại quốc.
Thành phố New York là địa điểm của một số bất động sản giá trị nhất thế giới và Hoa Kỳ. Bất động sản số 450 Đại lộ Park được bán với giá 510 triệu đô la vào ngày 2 tháng 7 năm 2007, khoảng 17.104 đô la Mỹ một mét vuông (1.589 đô la Mỹ/ft²), phá vỡ kỷ lục mới cách đó một tháng của một tòa nhà văn phòng Mỹ được bán với giá 15.887 đô la Mỹ một mét vuông (1.476 đô la Mỹ/ft²), ghi nhận vào tháng 6 năm 2007 ở số 660 Đại lộ Madison. Riêng quận Manhattan có 32.860.000 m² (353,7 triệu ft²) chỗ dành cho văn phòng vào năm 2001.
Midtown Manhattan là khu thương mại trung tâm lớn nhất tại Hoa Kỳ và là nơi tập trung nhiều nhất các tòa nhà chọc trời. Hạ Manhattan là khu thương mại trung tâm lớn thứ ba tại Hoa Kỳ và là nơi có Thị trường Chứng khoán New York nằm trên phố Wall và NASDAQ. Hai trung tâm thị trường chứng khoán này đại diện cho thị trường chứng khoán lớn thứ nhất và thứ hai thế giới theo thứ tự vừa kể khi được tính theo số lần giao dịch trung bình hàng ngày và tổng giá trị tư bản. Dịch vụ tài chính cung cấp khoảng trên 35% lợi tức từ việc làm của thành phố. Địa ốc là một lực lượng chính trong nền kinh tế thành phố vì tổng giá trị của tất cả các bất động sản của thành phố là 802,4 tỷ đô la Mỹ năm 2006. Trung tâm Time Warner là bất động sản có giá trị thị trường được liệt kê là cao nhất trong thành phố với giá là 1,1 tỷ đô la Mỹ năm 2006.
Công nghiệp phim và truyền hình của thành phố đứng hạng nhì quốc gia, sau Hollywood. Những công nghệ sáng tạo như quảng cáo, thời trang, thiết kế và kiến trúc tạo ra một số lớn công ăn việc làm và New York cũng có được lợi thế cạnh tranh mạnh trong những ngành công nghệ này. Các ngành công nghệ kỹ thuật cao như công nghệ sinh học, phát triển phần mềm, thiết kế trò chơi điện tử, và dịch vụ internet cũng đang phát triển nhờ vào vị trí của thành phố nằm ở nơi điểm cuối của một số đường dây cáp quang liên Đại Tây Dương. Những ngành quan trọng khác còn có nghiên cứu và kỹ thuật y học, các cơ quan bất vụ lợi, và các viện đại học.
Lĩnh vực sản xuất mang lại số lượng lớn nhưng hiện đang có xu thế giảm sút công ăn việc làm. May mặc, hóa học, sản phẩm kim loại, chế biến thực phẩm, và đồ dùng trong nhà là một số sản phẩm chính yếu. Công nghiệp chế biến thực phẩm là ngành sản xuất bền vững nhất tại thành phố, có giá trị 5 tỷ đô la Mỹ, thuê mướn hơn 19.000 cư dân New York. Chocolate là sản phẩm xuất khẩu hàng đầu của New York với 234 triệu đô la xuất khẩu hàng năm.
| 24 công ty hàng đầu tại New York thuộc nhóm Fortune 500 năm 2008 Xếp hạng theo tổng thu nhập năm 2007 cùng với các thứ hạng của New York (NYC) và Hoa Kỳ (US) |  |    |  |                              |  |     |  |    |  |                         |  |     |  |     |  |                               |
| NYC |  | US |  | Công ty                      |  | NYC |  | US |  | Công ty                 |  | NYC |  | US  |  | Công ty                       |
| 1 |  | 8  |  | Citigroup                    |  | 9   |  | 43 |  | MetLife                 |  | 17  |  | 86  |  | TIAA-CREF                     |
| 2 |  | 12 |  | J.P. Morgan Chase & Co.      |  | 10  |  | 47 |  | Pfizer                  |  | 18  |  | 125 |  | Bristol-Myers Squibb          |
| 3 |  | 13 |  | American International Group |  | 11  |  | 49 |  | Time Warner             |  | 19  |  | 139 |  | Loews                         |
| 4 |  | 17 |  | Verizon Communications       |  | 12  |  | 75 |  | American Express        |  | 20  |  | 156 |  | Bear Stearns                  |
| 5 |  | 20 |  | Goldman Sachs Group          |  | 13  |  | 77 |  | Hess                    |  | 21  |  | 172 |  | Bank of New York Mellon Corp. |
| 6 |  | 21 |  | Morgan Stanley               |  | 14  |  | 80 |  | Alcoa                   |  | 22  |  | 181 |  | CBS                           |
| 7 |  | 30 |  | Merrill Lynch                |  | 15  |  | 82 |  | New York Life Insurance |  | 23  |  | 182 |  | L-3 Communications            |
| 8 |  | 37 |  | Lehman Brothers Holdings     |  | 16  |  | 84 |  | News Corp.              |  | 24  |  | 186 |  | Colgate-Palmolive             |
| Ghi chú: Tài chính, bảo hiểm và chứng khoán Giải trí Khác. |  |    |  |                              |  |     |  |    |  |                         |  |     |  |     |  |                               |
| Nguồn: Fortune |  |    |  |                              |  |     |  |    |  |                         |  |     |  |     |  |                               |

## Nhân khẩu
| Thành phần chủng tộc                              | 2020  | 2010  | 1990  | 1970  | 1940  |
| ------------------------------------------------- | ----- | ----- | ----- | ----- | ----- |
| Người da trắng                                    | 34.1% | 44.0% | 52.3% | 76.6% | 93.7% |
| —Người da trắng không phải gốc Tây Ban Nha        | 30.9% | 33.3% | 43.4% | 64.0% | 92.1% |
| Người da đen hoặc người gốc Phi                   | 22.1% | 25.5% | 28.8% | 21.1% | 6.1%  |
| Người gốc Á và người gốc Quần đảo Thái Bình Dương | 15.8% | 12.8% | 7.0%  | 1.2%  | 0.2%  |
| Người bản địa                                     | 1.0%  | 0.7%  | 0.4%  | 0.1%  | N/A   |
| Một số chủng tộc khác                             | 17.0% | 13.0% | 11.6% | 0.9%  | N/A   |
| Người đa chủng tộc                                | 10.1% | 4.0%  | N/A   | N/A   | N/A   |
| Người gốc Latinh và Tây Ban Nha                   | 28.3% | 28.6% | 23.7% | 15.2% | 1.6%  |

Thành phố New York là thành phố đông dân nhất ở Hoa Kỳ, với 8.804.190 cư dân vào năm 2020 Số lượng người nhập cư vào thành phố gia tăng kể từ cuộc điều tra dân số Hoa Kỳ năm 2010. Con số này tương ứng khoảng chừng 40% dân số tiểu bang New York. Trong khoảng thập niên qua, dân số thành phố đã gia tăng và những nhà nhân khẩu học dự đoán rằng dân số của New York sẽ lên đến trong khoảng từ 9,2 đến 9,5 triệu vào năm 2030.
Hai đặc điểm chính về nhân khẩu của New York là mật độ dân số và tính đa văn hóa. Mật độ dân số của thành phố là 11,000/km2 (28,491/1 dặm vuông Anh), khiến nó trở thành khu đô thị tự quản trên 100.000 người của Mỹ có mật độ dân số đông đúc nhất. Mật độ dân số của quận Manhattan vào năm 2007 là 25.846 người/km² (66.940 người/1 dặm vuông Anh), cao nhất so với bất cứ quận nào của Hoa Kỳ.
New York là thành phố rất đa dạng về chủng tộc. Trong suốt lịch sử, thành phố luôn là một bến đỗ chính cho di dân. Thuật ngữ melting pot (nồi xúp nấu chảy mọi văn hóa) lần đầu tiên được sử dụng để diễn tả các khu dân cư di dân có mật độ đông đúc trên khu phía đông Hạ Manhattan. Ngày nay, 36,7% dân số thành phố được sinh ở ngoại quốc và con số 3,9% khác được sinh tại Puerto Rico, các vùng quốc hải Hoa Kỳ hoặc có cha mẹ người Mỹ nhưng được sinh ra ở ngoại quốc. So với các thành phố Mỹ, tỉ lệ này chỉ kém Los Angeles và Miami. Tuy nhiên, trong khi các cộng đồng di dân tại các thành phố đó bị áp đảo bởi một vài quốc tịch thì tại New York, không có một quốc gia hay vùng gốc của di dân nào áp đảo. Mười quốc gia gốc lớn nhất của các di dân hiện đại là Cộng hòa Dominica, Trung Quốc, Jamaica, Guyana, México, Ecuador, Haiti, Trinidad và Tobago, Colombia, và Nga. Khoảng 170 ngôn ngữ được nói trong thành phố.
Vùng đô thị New York là nơi có đông cộng đồng người Do Thái lớn nhất bên ngoài Israel. Dân số khu vực phạm vi của Tel Aviv – thành phố đông dân thứ hai của Israel – còn nhỏ hơn dân số Do Thái của khu vực Thành phố New York (1,2 triệu người vào năm 2012). Vì thế New York là thành phố có cộng đồng người Do Thái lớn nhất thế giới. Khoảng 12% người New York là người Do Thái hay có nguồn gốc Do Thái. Đây cũng là nơi sinh sống của gần 1/4 người bản thổ Mỹ tại Hoa Kỳ, và cộng đồng người Mỹ gốc châu Phi lớn nhất hơn bất cứ thành phố nào của Hoa Kỳ.
Năm nhóm sắc tộc lớn nhất theo điều tra dân số năm 2005 ước tính là: người Puerto Rico, người Ý, người vùng biển Caribe, người Dominica và người Trung Hoa. Dân số người Puerto Rico của New York là dân số lớn nhất bên ngoài Puerto Rico. Người Ý đã di cư đến thành phố với số lượng lớn trong đầu thế kỷ XX. Người Ái Nhĩ Lan, nhóm sắc tộc lớn thứ sáu, cũng có số lượng khá nổi bật. Trong số 50 người New York gốc châu Âu thì có một người mang yếu tố di truyền học rõ rệt trong nhiễm sắc thể Y của họ, mà được di truyền từ "Niall of the Nine Hostages", một vị vua Ái Nhĩ Lan của thế kỷ V của Công Nguyên
Theo cuộc khảo sát cộng đồng Mỹ năm 2010 do Cục điều tra dân số Hoa Kỳ thực hiện thì dân số thành phố New York bao gồm 44% người Mỹ da trắng (trong số đó 33,3% là người da trắng không thuộc nhóm nói tiếng Tây Ban Nha), khoảng 25,5% là người Mỹ gốc Phi da đen, 0.7% là người bản địa da đỏ và 12.7% là người gốc Á da vàng. Người Mỹ gốc các đảo Thái Bình Dương chiếm ít hơn 0,1% dân số thành phố Người nói tiếng Tây Ban Nha (Hispanic và Latino) chiếm khoảng 28.6% dân số trong khi người châu Á là nhóm người có sự tăng trưởng nhanh nhất từ năm 2000 đến năm 2010.
Thành phố New York là thành phố có số lượng người Mỹ gốc Âu và người Mỹ da trắng không nói tiếng Tây Ban Nha lớn nhất nước Mỹ. Theo điều tra dân số vào năm 2012 thì thành phố có khoảng 560,000 người Mỹ gốc Ý, 385.000 người Mỹ gốc Ailen, 253.000 người Mỹ gốc Đức, 223,000 người Mỹ gốc Nga, 201,000 người Mỹ gốc Ba Lan, và 137,000 người Mỹ gốc Anh. Ngoài ra,người Mỹ gốc Hi Lạp và người Mỹ gốc Pháp gồm khoảng 65,000 người, trong khi những người Mỹ gốc Hungary ước tính khoảng 60.000 người. Số người Mỹ gốc Ucraina và người Mỹ gốc Scotland lần lượt là 55,000 và 35.000. Số người Mỹ gốc Tây Ban Nha là 30,838 trong năm 2010. Người Mỹ gốc Thụy Điển và người Mỹ gốc Na Uy có khoảng 20.000 người. Người Mỹ gốc Ả Rập có dân số hơn 160.000 ở thành phố New York, tập trung đông nhất là ở Brooklyn. Người Mỹ gốc Trung Á, chủ yếu là người Mỹ gốc Uzbekistan có khoảng 30.000 người, chiếm hơn một nửa số người Trung Á nhập cư tại Hoa Kỳ .
Thành phố New York có một tỉ lệ chênh lệch lớn về thu nhập. Năm 2005, thu nhập bình quân của một hộ gia đình được liệt kê trong bảng thống kê người giàu có nhất là 188.697 đô la Mỹ trong khi bảng thống kê người nghèo nhất là 9.320 đô la Mỹ. Cách biệt này là do mức tăng lương trong số người có thu nhập cao trong khi đó thu nhập trong giới trung lưu và giới nghèo bị đứng chững lại. Năm 2014, lương trung bình hàng tuần tại quận Manhattan là 2749 đô la Mỹ, cao nhất và tăng nhanh nhất trong số các quận lớn nhất của Hoa Kỳ . Quận cũng đang có một sự bùng nổ về sinh sản có một không hai trong số các thành phố Mỹ. Từ năm 2000, số trẻ em dưới 5 tuổi sống tại Manhattan tăng hơn 32%.
Số người có nhà tại Thành phố New York là khoảng 33%, thấp hơn nhiều so với trung bình toàn quốc khoảng từ 3% đến 4,5%, cũng thấp dưới 5% mức trần được định nghĩa để chỉ sự khẩn trương về nhà ở và được tính toán để ra quyết định có nên duy trì mức bình ổn và kiểm soát về nhà cho thuê. Khoảng 33% các đơn vị nhà cho thuê luôn được bình ổn. Tìm nơi cư ngụ, đặc biệt là nhà ở giá phải chăng, tại Thành phố New York có thể nói là nhiều thử thách.
Tính đến năm 2017, thành phố New York là thành phố có số lượng tỉ phú lớn nhất trên thế giới, với 103 người.

## Chính quyền

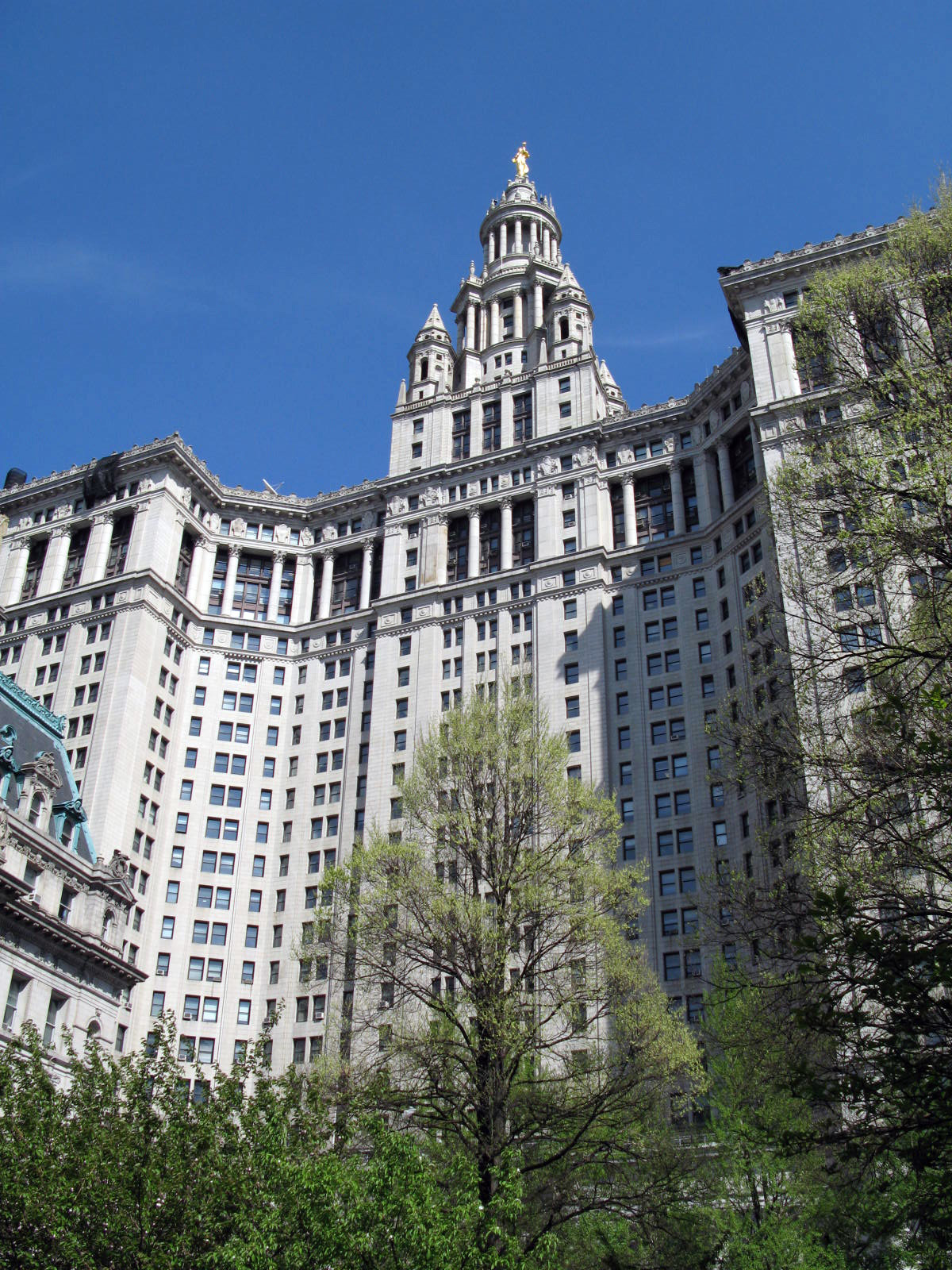
Tòa Thị chính Manhattan, một tòa nhà 40 tầng được xây dựng để đáp ứng nhu cầu ngày càng cao chỗ làm văn phòng cho các ban ngành chính quyền sau khi Thành phố New York được mở rộng vào năm 1898.

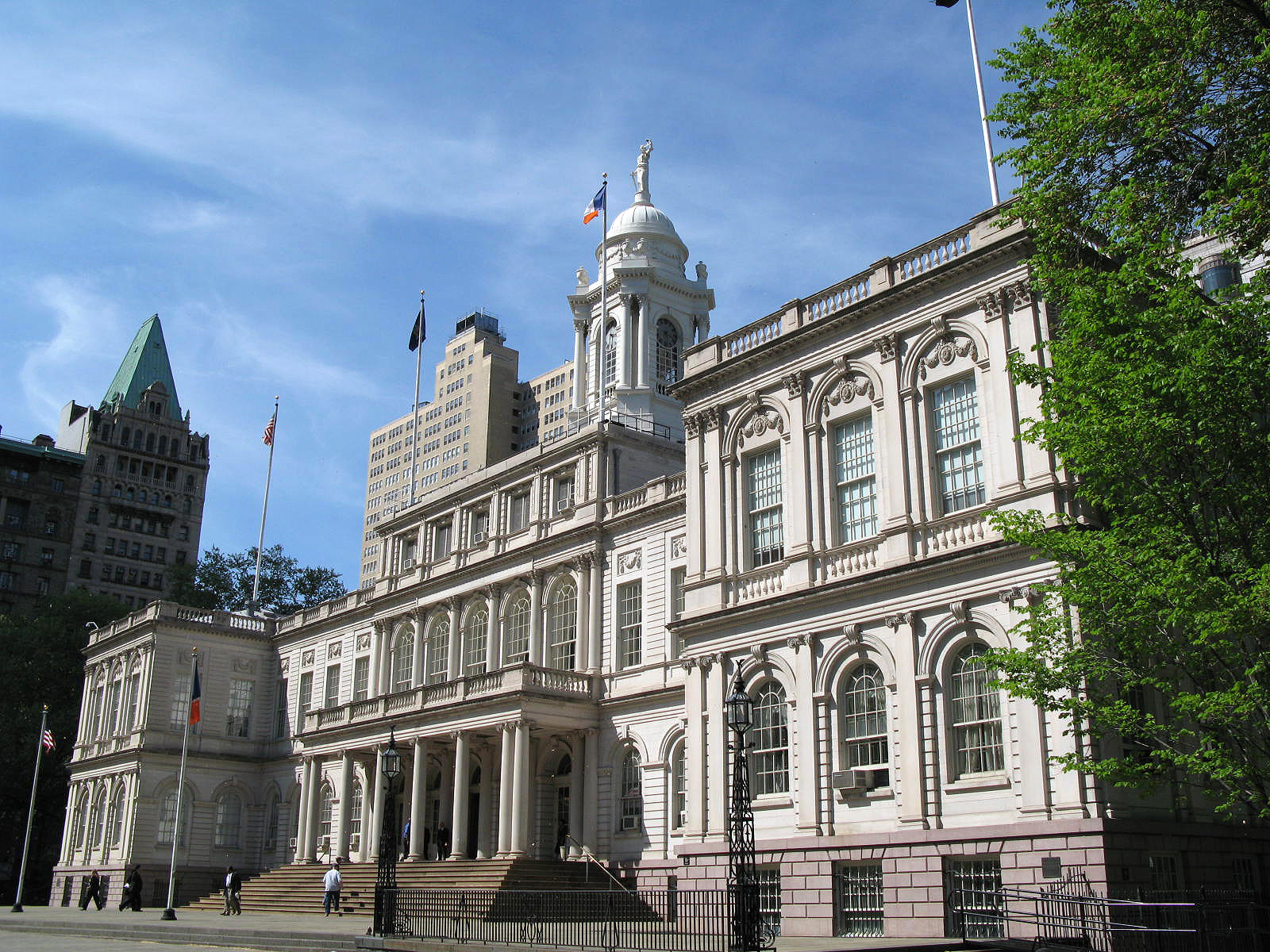
Đại sảnh Thành phố New York là đại sảnh thành phố xưa nhất tại Hoa Kỳ, vẫn còn được sử dụng cho các chức năng chính quyền ban đầu của thành phố.

Kể từ khi mở rộng vào năm 1898, Thành phố New York luôn là một khu tự quản vùng đô thị (metropolitan municipality) có một thể chế chính quyền thị trưởng-hội đồng "mạnh". Chính quyền New York là chính quyền tập quyền hơn phần lớn các thành phố khác của Hoa Kỳ. Tại New York, chính quyền trung ương chịu trách nhiệm về giáo dục công cộng, các trung tâm quản giáo (trại giam), thư viện, an toàn công cộng, các cơ sở vật chất giải trí, vệ sinh, cấp nước và các dịch vụ phúc lợi xã hội. Thị trưởng Thành phố New York và các hội đồng viên thành phố được bầu lên với nhiệm kỳ bốn năm. Hội đồng thành phố là một cơ chế lưỡng viện gồm 51 thành viên. Các khu đại diện của các ủy viên thành phố được ấn định theo các ranh giới địa lý dân số. Thị trưởng và các ủy viên hội đồng thành phố chỉ được phục vụ tối đa hai nhiệm kỳ bốn năm.
Thị trưởng thành phố hiện nay là Bill de Blasio của Đảng Dân chủ. Ông được bầu vào năm 2013 với hơn 73% phiếu bầu, và chính thức đảm nhiệm chức vụ vào ngày 1 tháng 1 năm 2014. Thị trưởng trước là Michael Bloomberg, một cựu đảng viên Dân chủ và hiện thời là đảng viên độc lập, được bầu lên với tư cách là một đảng viên Cộng hòa vào năm 2001 và tái đắc cử vào năm 2005 với 59% phiếu bầu. Ông nổi tiếng vì đã giành lấy quyền kiểm soát hệ thống giáo dục thành phố từ tiểu bang, tái phân khu và phát triển kinh tế, điều hành hợp lý năm tài chính, và chính sách y tế công cộng chủ động. Trong nhiệm kỳ hai, ông đã thực hiện việc cải cách học đường, giảm nghèo, và kiểm soát nghiêm ngặt súng như những ưu tiên hàng đầu của chính quyền Bloomberg. Cùng với thị trưởng thành phố Boston, Thomas Menino, vào năm 2006, ông thành lập "Liên minh các thị trưởng chống súng bất hợp pháp". Đây là một tổ chức có mục tiêu "làm cho công chúng an toàn hơn bằng cách loại bỏ súng bất hợp pháp ra khỏi đường phố." Đảng Dân chủ Hoa Kỳ chiếm đa số trong các văn phòng công cộng. Tính đến tháng 4 năm 2016, có 69% cử tri đã được ghi danh là người thuộc Đảng Dân chủ và chỉ có 10% thuộc Đảng Cộng hòa . Chưa có một đảng viên Cộng hòa nào giành được chiến thắng tại Thành phố New York trong các cuộc bầu cử toàn tiểu bang hay bầu cử tổng thống kể từ năm 1924. Các nền tảng tranh cử của các đảng tập trung vào các khía cạnh như nhà ở hợp lý, giáo dục, phát triển kinh tế và chính trị công đoàn là những khía cạnh quan trọng đối với thành phố.
New York là nguồn vận động quyên góp quỹ chính trị quan trọng nhất tại Hoa Kỳ vì bốn trong số năm mã bưu chính hàng đầu về quyên góp quỹ chính trị trên toàn quốc là nằm trong quận Manhattan. Mã bưu chính hàng đầu là 10021, nằm ở phía đông Thượng Manhattan, tạo ra số tiền lớn nhất cho các cuộc vận động tranh cử tổng thống năm 2004 của cả George W. Bush và John Kerry. Thành phố có một sự thiếu cân đối lớn về chi tiêu của chính quyền tiểu bang và cả chính phủ liên bang. Thành phố nhận được 83 xu giá trị dịch vụ cho mỗi đô la thành phố gởi cho chính phủ liên bang bằng hình thức đóng thuế (hay gởi đi khoảng 11,4 tỷ đô la nhiều hơn số tiền thành phố nhận lại được hàng năm). Thành phố cũng gởi đi một số tiền khác giá trị 11 tỉ hàng năm hơn con số mà thành phố nhận lại được từ tiểu bang New York.
Mỗi quận (borough) của thành phố tồn tại song song với một khu pháp lý của Tối cao Pháp viện tiểu bang New York và cũng là nơi có các tòa án thành phố và tiểu bang khác. Manhattan cũng là nơi có Toà Thượng thẩm thứ nhất, thuộc Tối cao Pháp viện tiểu bang New York trong khi đó Brooklyn là nơi có Tòa thượng thẩm thứ nhì, thuộc Tối cao Pháp viện tiểu bang New York. Các tòa án liên bang nằm gần Đại sảnh Thành phố gồm có Tòa án Khu vực của Hoa Kỳ đặc trách Khu miền nam tiểu bang New York, Tòa Thượng thẩm Hoa Kỳ đặc trách Khu vực hai và Tòa án Thương mại Quốc tế. Brooklyn có Tòa án Khu vực của Hoa Kỳ đặc trách Khu vực phía đông tiểu bang New York.

## Tội phạm
Từ năm 2005, New York là thành phố có tỉ lệ tội phạm thấp nhất trong số 25 thành phố lớn nhất Hoa Kỳ, trở thành nơi an toàn đáng kể sau khi lên đến cao điểm trong thập niên 1980 và đầu thập niên 1990, thời điểm cơn sốt sử dụng ma túy gây ảnh hưởng nghiêm trọng đối với nhiều khu dân cư của thành phố. Đến năm 2002, New York có khoảng cùng tỉ lệ tội phạm với Provo, Utah và xếp hạng 197 về tỉ lệ tội phạm trong số 216 thành phố của Hoa Kỳ có dân số trên 100.000 dân. Tội phạm hình sự tại New York giảm hơn 75% từ năm 1993 đến năm 2005 và tiếp tục giảm trong suốt các thời kỳ mà toàn nước Mỹ có sự gia tăng. Năm 2005, tỉ lệ giết người ở vào mức độ thấp nhất kể từ năm 1966, và trong năm 2007 thành phố được ghi nhận có ít hơn 500 vụ giết người, lần đầu tiên kể từ khi các thống kê về tội phạm được công bố vào năm 1963 . Năm 2016, tỷ lệ giết người giảm xuống còn 3,9 trên 100.000 dân , thấp hơn đáng kể so với mức trung bình của Mỹ là 5,3  và dự kiến sẽ tiếp tục giảm trong năm 2017.
Các nhà xã hội học và tội phạm học đã không đạt được đồng thuận về lý do giải thích tại sao có sự giảm tỉ lệ tội phạm của thành phố. Một số người cho rằng hiện tượng này xảy ra là nhờ vào những chiến lược mới được Sở Cảnh sát Thành phố New York sử dụng trong đó có việc sử dụng hệ thống "CompStat" (thống kê bằng điện toán) và lý thuyết có tựa đề "broken windows theory" (lý thuyết về các chiến lược truy tìm và loại bỏ tội phạm đô thị). Những người khác thì cho rằng cơn sốt sử dụng ma túy đã đến hồi kết và có sự thay đổi về nhân khẩu.
Tội phạm có tổ chức đã từ lâu có liên hệ đến New York, bắt đầu với nhóm tội phạm có tên "Forty Thieves" (có lẽ theo tên của Ali Baba và 40 tên cướp) và "Roach Guards" (băng cướp người Ái Nhĩ Lan) trong khu dân cư Five Points vào thập niên 1820. Trong thế kỷ XX, có sự trỗi dậy của băng đảng Mafia Mỹ do Năm gia đình gốc Ý cầm đầu. Các băng đảng khác còn có nhóm "Black Spades" phát triển vào cuối thế kỷ XX.

## Giáo dục

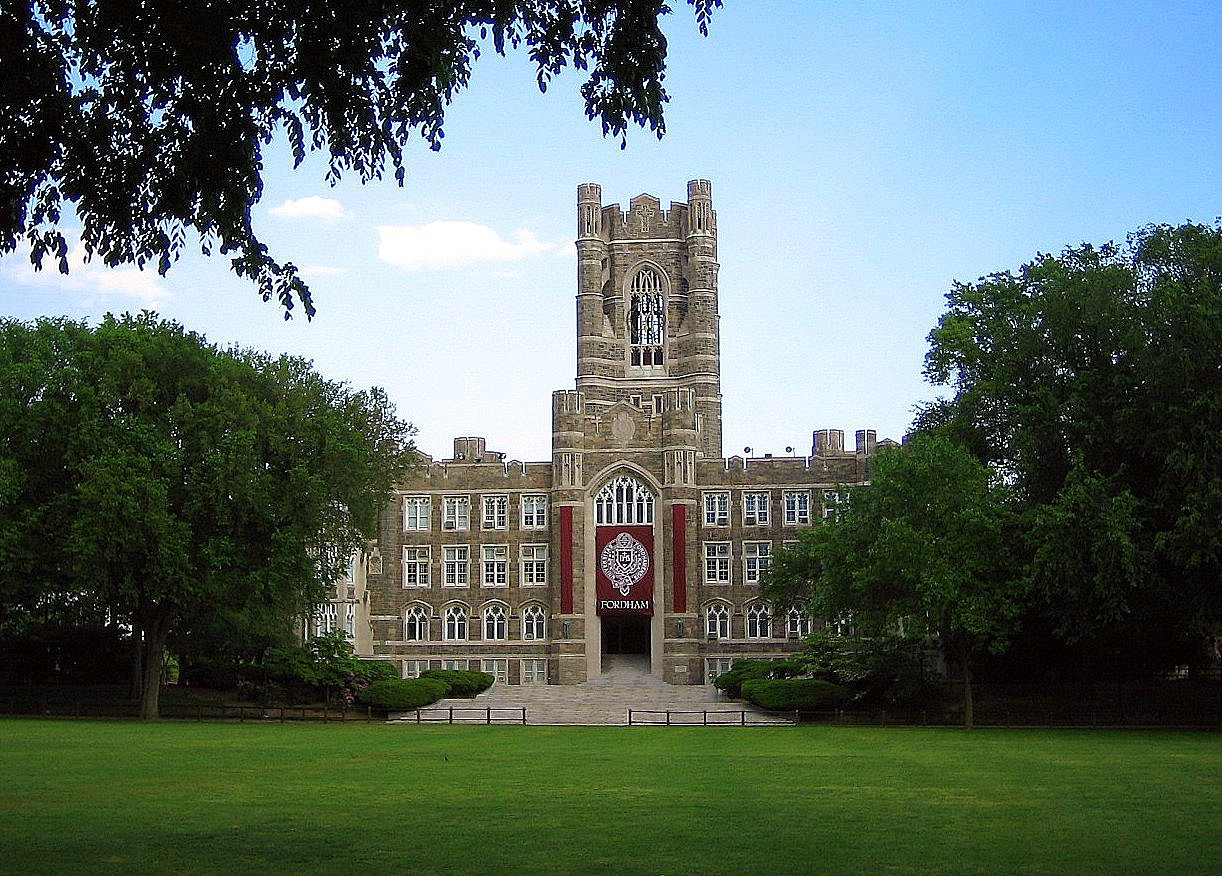
Đại sảnh Keating của Đại học Fordham trong quận The Bronx

Hệ thống trường công của thành phố do Sở Giáo dục Thành phố New York điều hành là hệ thống lớn nhất tại Hoa Kỳ. Khoảng 1,1 triệu học sinh được dạy trong trên 1.200 trường trung và tiểu học. Có khoảng 900 trường, gồm cả tôn giáo và ngoài tôn giáo, tư thục khác trong thành phố, trong đó có một số trường tư thục nổi tiếng nhất Hoa Kỳ.
Mặc dù thành phố chưa bao giờ được xem là một thị trấn đại học (college town) nhưng có khoảng 594.000 sinh viên đại học tại New York, con số cao nhất so với bất cứ thành phố nào ở Hoa Kỳ. Năm 2005, ba trong năm cư dân của quận Manhattan là sinh viên tốt nghiệp đại học và một trong bốn cư dân có các cấp bằng cao. Điều đó đã làm cho thành phố trở thành một trong những nơi tập trung cao nhất số người có giáo dục bậc cao so với bất cứ thành phố nào của Hoa Kỳ. Giáo dục công cộng sau trung học do hệ thống Đại học Thành phố New York (City University of New York, một hệ thống đại học công lớn thứ ba toàn quốc) và Viện Kỹ thuật Thời trang (Fashion Institute of Technology) thuộc Đại học Tiểu bang New York đảm trách. Thành phố New York cũng là nơi có những trường đại học tư danh tiếng như Đại học Barnard, Đại học Columbia, Cooper Union, Đại học Fordham, Đại học New York, The New School, và Đại học Yeshiva. Thành phố có hàng tá các đại học và cao đẳng tư nhỏ hơn, bao gồm nhiều học viện tôn giáo và học viện khác như Đại học St. John, Trường Juilliard và Trường Nghệ thuật Thị giác (School of Visual Arts).

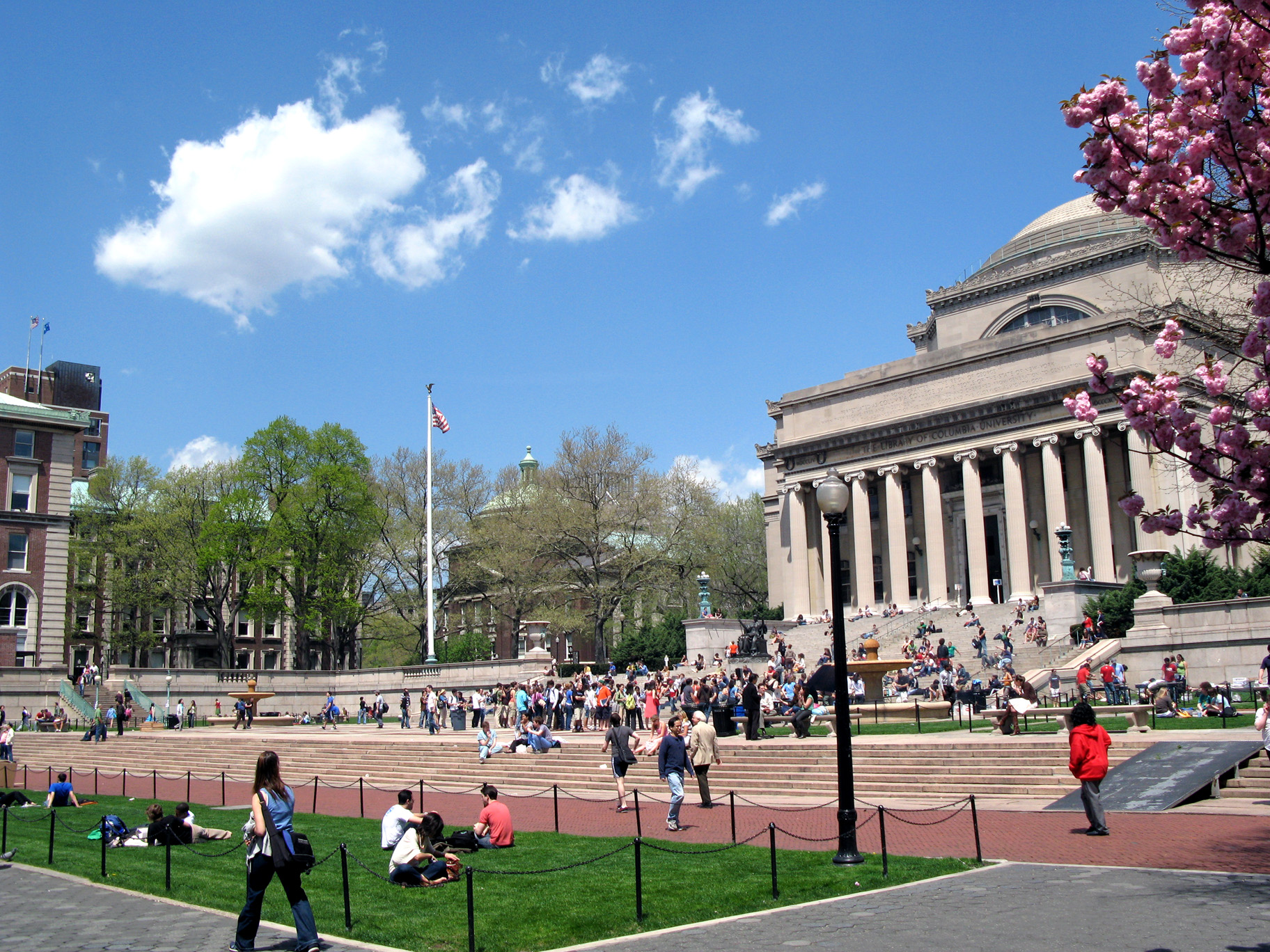
Thư viện Low Memorial của Đại học Columbia

Nhiều nghiên cứu khoa học tại thành phố được thực hiện trong các khoa đời sống và y học. Thành phố New York có số lượng bằng cấp sau đại học khoa đời sống nhiều nhất, được trao hàng năm tại Hoa Kỳ. Thành phố có 40.000 bác sĩ có bằng hành nghề và 127 người đoạt giải Nobel có nguồn gốc tốt nghiệp từ các học viện địa phương. Thành phố nhận số quỹ hàng năm nhiều thứ hai từ cơ quan "Các viện Y tế Quốc gia" (National Institutes of Health) so với tất cả các thành phố Hoa Kỳ. Các viện nghiên cứu y tế sinh học gồm có Trung tâm Ung thư Memorial Sloan-Kettering, Đại học Rockefeller, Trung tâm Y tế SUNY Downstate, Trường Y khoa Albert Einstein, Trường Y khoa Mount Sinai và Trường Y khoa Weill Cornell, Đại học Cornell.
Thư viện Công cộng New York là nơi có số lượng sách lớn nhất, hơn bất cứ hệ thống thư viện công cộng nào tại Hoa Kỳ. Nó phục vụ các quận Manhattan, The Bronx, và Đảo Staten. Thư viện Công cộng Quận Queens, hệ thống thư viện công cộng lớn thứ hai toàn quốc, phục vụ quận Queens và Thư viện Công cộng Brooklyn phục vụ quận Brooklyn. Thư viện Công cộng New York có vài thư viện nghiên cứu trong đó có Trung tâm Nghiên cứu Văn hóa người Da đen Arthur Schomburg.
Thành phố New York cũng có nhiều trường tư thục đặc biệt và xuất sắc nhất trên toàn quốc. Các trường này gồm có Trường Brearley, Trường Dalton, Trường Spence, Trường Browning, Trường The Chapin, Trường Nightingale-Bamford và Convent of the Sacred Heart nằm phía đông Thượng Manhattan; Trường Collegiate và Trường Trinity nằm phía tây Thượng Manhattan; Trường Horace Mann, Trường Văn hóa Đạo đức Fieldston và Trường Riverdale Country trong khu Riverdale, Bronx; và Học viện Packer Collegiate và Trường Saint Ann trong khu Brooklyn Heights, Brooklyn.
Một số trường trung học nổi tiếng của Thành phố New York, thường được xem là tốt nhất toàn quốc, gồm có: Trung học Hunter College, Trung học Stuyvesant, Trung học Khoa học Bronx, Trung học Kỹ thuật Brooklyn, Bard High School Early College, Trung học Townsend Harris, và Trung học LaGuardia. Thành phố là nơi có trường trung học Công giáo La Mã lớn nhất tại Hoa Kỳ là Trường Dự bị St. Francis trong khu Fresh Meadows, Queens, và trường người Mỹ gốc Ý chính thức duy nhất trên toàn quốc là La Scuola d'Italia nằm phía đông Thượng Manhattan.

## Giao thông

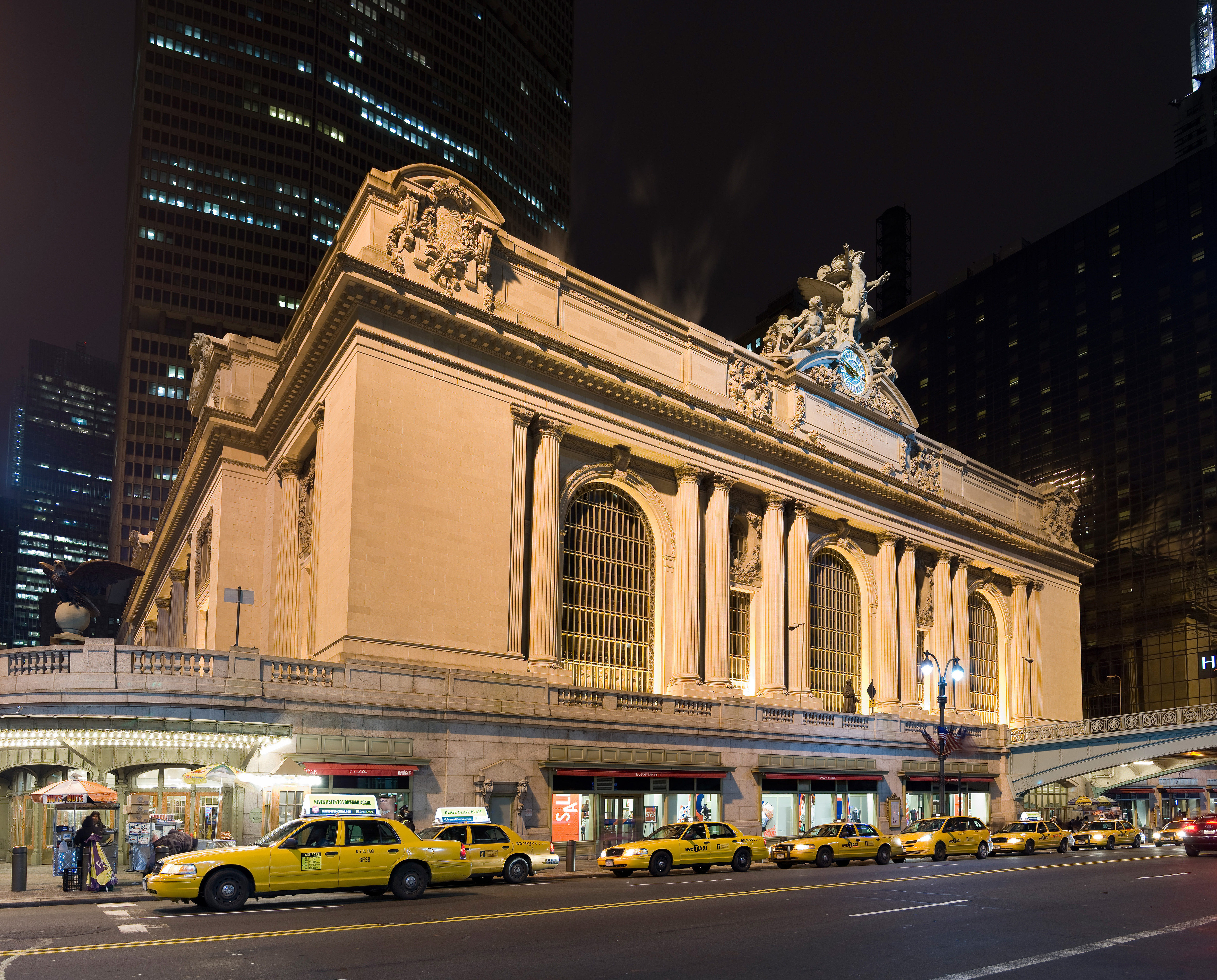
Thành phố New York là nơi có hai trạm đường sắt bận rộn nhất tại Hoa Kỳ trong đó có Nhà ga Grand Central được nhìn thấy trong hình này.

Không như mọi thành phố lớn khác tại Hoa Kỳ, chuyên chở công cộng là kiểu chuyên chở phổ biến nhất của New York. Khoảng 54,6% người dân New York ra vào thành phố làm việc trong năm 2005 sử dụng giao thông công cộng. Khoảng một phần ba số người sử dụng giao thông công cộng tại Hoa Kỳ và hai phần ba số người sử dụng giao thông đường sắt trên toàn quốc sống trong vùng đô thị Thành phố New York. Điều này trái ngược với phần còn lại của quốc gia, nơi có khoảng 90% người ra vào thành phố làm việc bằng xe hơi. New York là thành phố duy nhất tại Hoa Kỳ có hơn phân nửa hộ gia đình không có xe hơi. Tại Manhattan, hơn 75% cư dân không có xe hơi trong khi tỷ lệ của toàn quốc là 8%. Theo Cục điều tra dân số Hoa Kỳ, cư dân New York bỏ ra bình quân 38,4 phút mỗi ngày để đi đến nơi làm việc - thời gian đến nơi làm việc dài nhất trong số những thành phố lớn trên toàn quốc.

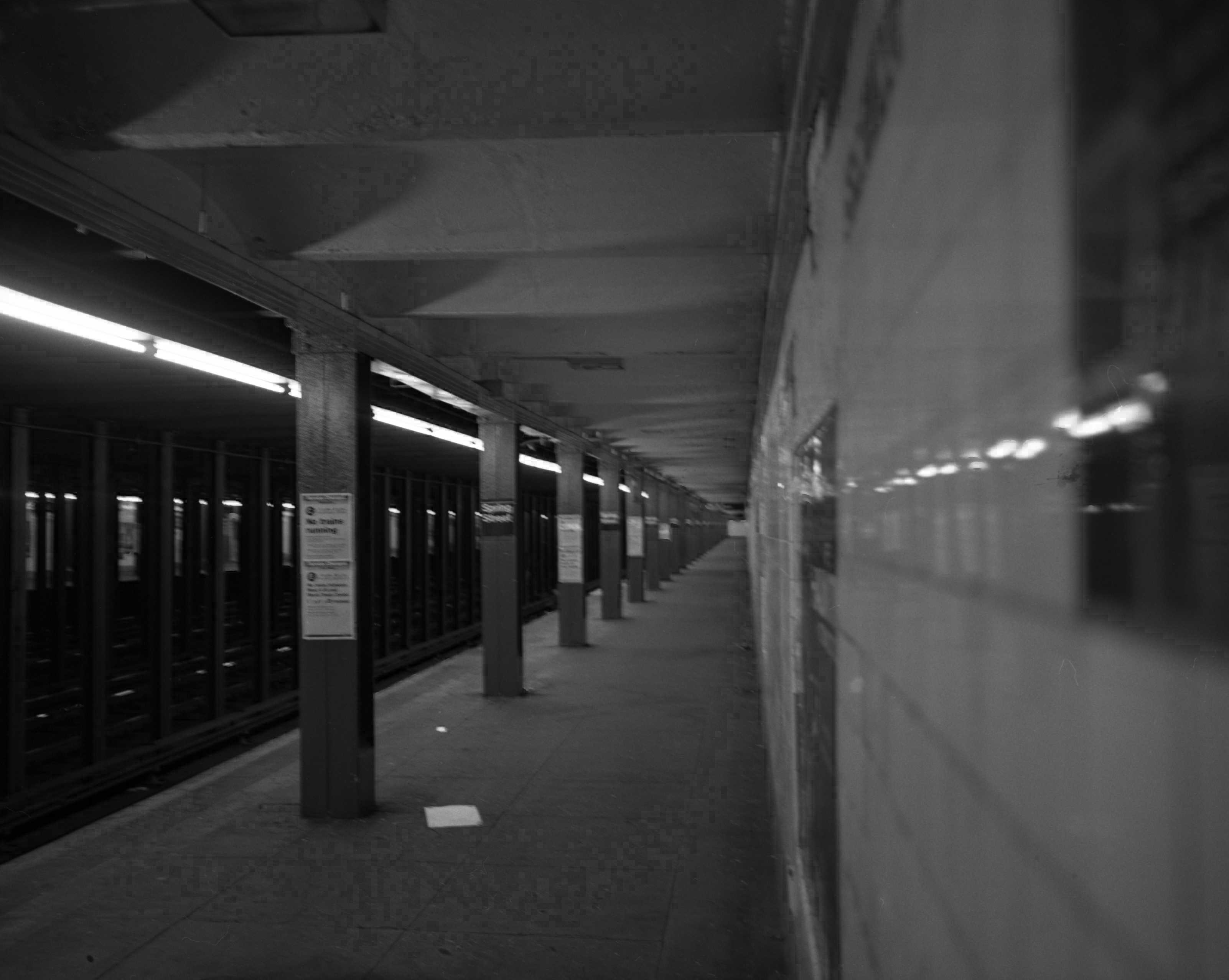
Ga Spring st

Hệ thống xe lửa Amtrak phục vụ Thành phố New York tại Ga Pennsylvania. Amtrak phục vụ nối đến các thành phố Boston, Philadelphia và Washington, D.C. dọc theo tuyến Hành lang Đông Bắc cũng như phục vụ tuyến đường dài đến các thành phố như Chicago, New Orleans, Miami, Toronto và Montreal. Ga xe buýt Cơ quan Quản lý Cảng (Port Authority Bus Terminal), ga xe buýt chính liên thành phố của thành phố, phục vụ 7.000 xe buýt và 200.000 người ra vào thành phố để làm việc hàng ngày. Vì thế nó trở thành ga xe buýt bận rộn nhất trên thế giới.
Tàu điện ngầm Thành phố New York (New York City Subway) là hệ thống trung chuyển nhanh lớn nhất trên thế giới khi tính về số lượng các nhà ga hoạt động, gồm 468 nhà ga. Nó là hệ thống lớn thứ ba khi tính về số lượng người đi xe điện hàng năm (1,75 tỉ lượt người đi trong năm 2015) . Xe điện ngầm New York cũng nổi tiếng vì gần như toàn bộ hệ thống này phục vụ 24 tiếng mỗi ngày, khác với các hệ thống tại nhiều thành phố khác là thường hay ngưng phục vụ qua đêm trong số đó có London Underground, Paris Métro, Tàu điện ngầm Washington, Madrid Metro và Tàu điện ngầm Tokyo. Hệ thống chuyên chở tại Thành phố New York rộng khắp và phức tạp. Nó gồm có cầu treo dài nhất (cầu Verrazano-Narrows) tại Bắc Mỹ, đường hầm có hệ thống cơ học thông hơi đầu tiên trên thế giới (Đường hầm Holland), hơn 12.000 xe taxi màu vàng, một đường xe cáp (Roosevelt Island Tramway) chuyên chở những người ra vào làm việc giữa đảo Roosevelt và quận Manhattan, và một hệ thống phà nối liền quận Manhattan với những vùng địa phương lân cận khác nhau trong phạm vi bên trong và ngoài thành phố. Phà bận rộn nhất tại Hoa Kỳ là Phà Đảo Staten hàng năm chuyên chở trên 19 triệu hành khách trên một thủy lộ dài 8,4 km (5,3 dặm Anh) giữa Đảo Staten và Hạ Manhattan. Hệ thống trung chuyển nhanh tên Staten Island Railway chỉ phục vụ quận Đảo Staten. Đường sắt "PATH" (viết tắt của Port Authority Trans-Hudson, nghĩa là Cơ quan Quản lý Cảng Trans-Hudson) nối hệ thống xe điện Thành phố New York đến các điểm trong đông bắc tiểu bang New Jersey.
Đội xe buýt và hệ thống đường sắt công cộng nội thành của Thành phố New York là lớn nhất Bắc Mỹ. Hệ thống đường sắt nối các khu ngoại ô trong Vùng ba-tiểu bang đến thành phố gồm có Đường sắt Long Island, Đường sắt Metro-North và New Jersey Transit. Các hệ thống kết hợp này gặp nhau tại Ga Grand Central và Ga Pennsylvania và gồm có hơn 250 ga và 20 tuyến đường sắt.

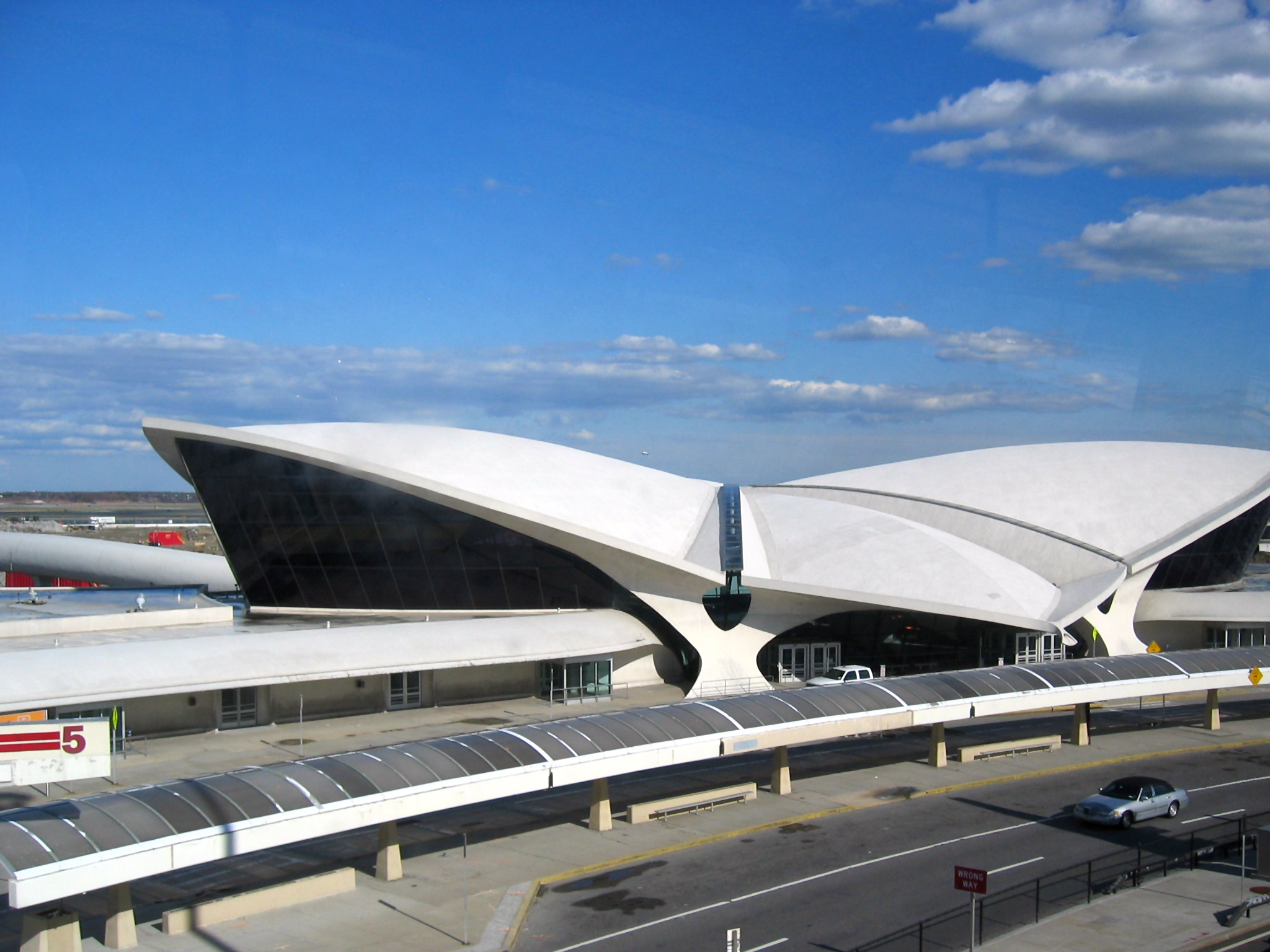
Tòa nhà Trung tâm Chuyến bay của TWA tại Phi trường Quốc tế John F. Kennedy

Thành phố New York là cửa ngõ hàng đầu cho hành khách hàng không quốc tế đến Hoa Kỳ. Khu vực có sân bay lớn phục vụ, đó là Phi trường Quốc tế John F. Kennedy, Phi trường Quốc tế Newark Liberty và Phi trường LaGuardia. Có kế hoạch mở rộng một sân bay thứ tư là Phi trường Quốc tế Stewart gần Newburgh, NY. Phi trường này do Cơ quan Quản lý Cảng New York và New Jersey (đây là cơ quan điều hành ba phi trường lớn vừa nói ở phần trên) trưng dụng và mở rộng để làm một phi trường "dự phòng" để giúp đối diện với số lượng hành khách ngày càng đông. 130.5 triệu hành khách sử dụng ba phi trường trong năm 2016 và không lưu của thành phố là nơi bận rộn nhất tại Hoa Kỳ . Du lịch ra nước ngoài khởi hành tại các phi trường John F. Kennedy và phi trường Newark chiếm 1/4 tổng số khách du lịch Hoa Kỳ đi ra nước ngoài trong năm 2004.

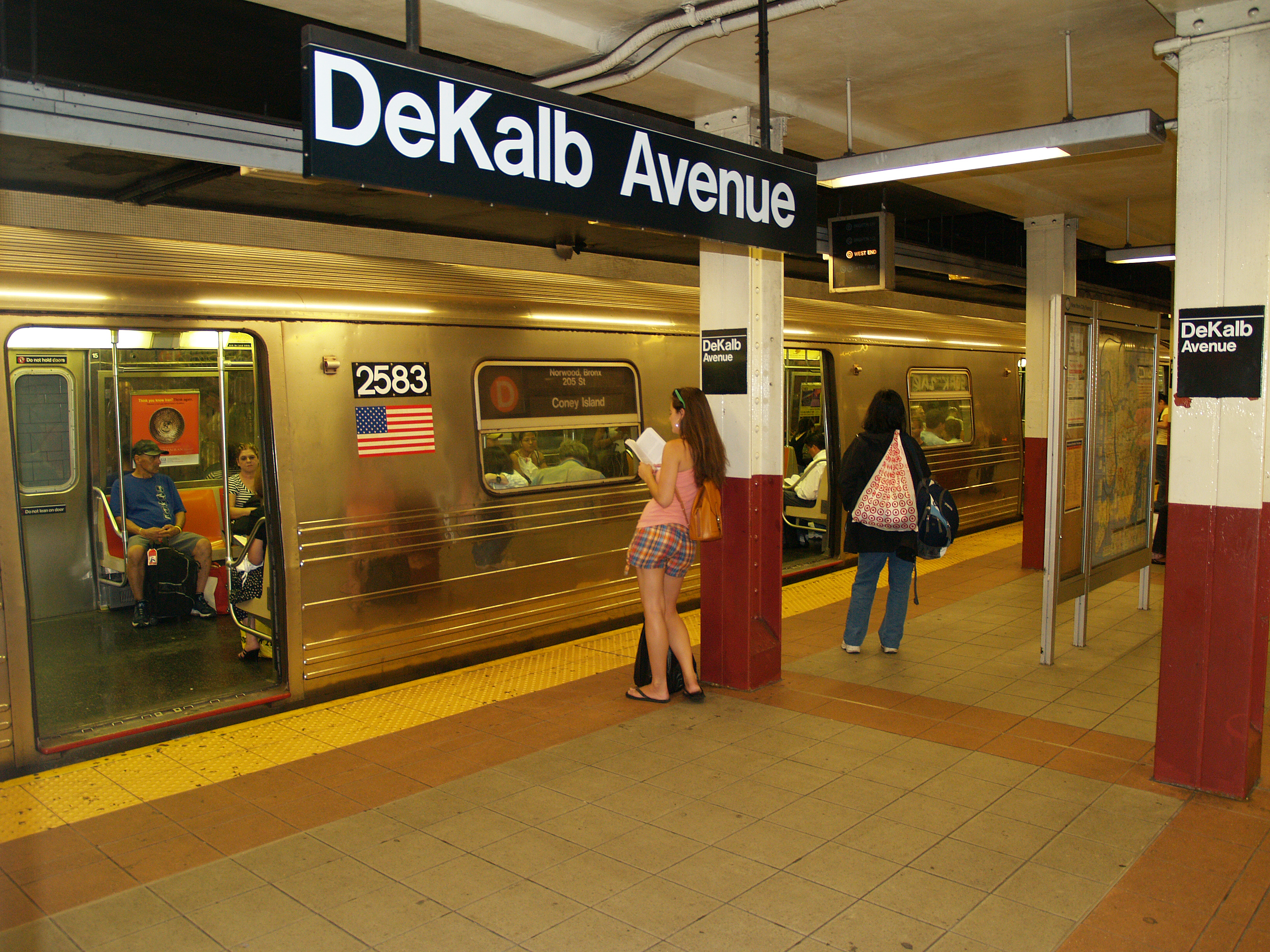
New York City Subway là hệ thống chuyên chở công cộng lớn nhất thế giới tính theo số lượng các nhà ga và chiều dài đường sắt.

Nhờ vào tỉ lệ cao số người sử dụng chuyên chở công cộng, 120.000 người dùng xe đạp đi lại hàng ngày và nhiều người đi bộ để đến nơi làm việc nên Thành phố New York trở thành thành phố lớn sử dụng năng lượng có hiệu quả nhất tại Hoa Kỳ. Đi bộ và đi xe đạp chiếm 21% giao thông tại thành phố; tỉ lệ trung bình cho các vùng đô thị trên toàn quốc là khoảng 8%.
Để bổ sung hệ thống chuyên chở công cộng to lớn của New York, thành phố cũng có một hệ thống rộng khắp gồm các xa lộ tốc hành và đường công viên (parkway) nối Thành phố New York với phía bắc tiểu bang New Jersey, quận Westchester, Long Island, và tây nam tiểu bang Connecticut bằng nhiều cầu và đường hầm. Vì những xa lộ này phục vụ hàng triệu cư dân ngoại ô ra vào New York làm việc nên chuyện những người lái xe bị kẹt xe hàng giờ trên các xa lộ này là chuyện thường thấy mỗi ngày, nhất là vào giờ cao điểm. Cầu George Washington được xem là một trong số các cây cầu bận rộn nhất trên thế giới tính theo lượng xe lưu thông.
Mặc dù Thành phố New York phụ thuộc vào chuyên chở công cộng nhưng đường sá của thành phố cũng được xem là một đặc điểm đáng chú ý của thành phố. Bảng quy hoạch đường phố Manhattan năm 1811 có ảnh hưởng rất lớn đối với sự phát triển bề mặt thành phố. Một số đường phố của thành phố như Broadway, Phố Wall và Đại lộ Madison cũng được dùng như một hình thức ngắn gọn để gọi các ngành công nghiệp quốc gia nằm ở đó: theo thứ tự vừa kể là nhà hát (Broadway), tổ chức tài chính (Phố Wall), quảng cáo (Đại lộ Madison).

## Thành phố kết nghĩa
Thành phố New York có mười thành phố kết nghĩa được hội Thành phố Kết nghĩa Quốc tế (Sister Cities International) công nhận. Về điểm tương đồng với New York, trừ Bắc Kinh, tất cả các thành phố kết nghĩa với New York đều là đô thị đông dân nhất tại quốc gia đó. Ngược lại có một sự bất tương đồng khác: trừ Johannesburg, các thành phố này đều là những thủ đô chính trị quốc gia (trên thực tế hay de jure). New York và các thành phố kết nghĩa đều là những trung tâm kinh tế chính nhưng chỉ có một số ít trong các thành phố kết nghĩa này có vị thế như Thành phố New York trong vai trò là một hải cảng lớn hiện nay.
Năm được ghi phía dưới là năm mà thành phố đó kết nghĩa với New York.
| Năm                                      |                                         | Thành phố kết nghĩa                   |
| ---------------------------------------- | --------------------------------------- | ------------------------------------- |
| 1960                                     | Nhật Bản                                | Tokyo, Nhật Bản                       |
| 1980                                     | Trung Quốc                              | Bắc Kinh, Cộng hòa Nhân dân Trung Hoa |
| 1982                                     | Ai Cập                                  | Cairo, Ai Cập                         |
| 1982                                     | Tây Ban Nha                             | Madrid, Tây Ban Nha                   |
| 1983                                     | Cộng hòa Dominica                       | Santo Domingo, Cộng hòa Dominica      |
| 1992                                     | Hungary                                 | Budapest, Hungary                     |
| 1992                                     | Ý                                       | Roma, Ý                               |
| 1993                                     | Israel                                  | Jerusalem, Israel                     |
| 2001                                     | Vương quốc Liên hiệp Anh và Bắc Ireland | Luân Đôn,1 Vương quốc Anh             |
| 2003                                     | Cộng hòa Nam Phi                        | Johannesburg, Nam Phi                 |
| 2005                                     | Cộng hòa Dominica                       | Santiago, Cộng hòa Dominica           |
| 1. Cả Đại Luân Đôn và Thành phố Luân Đôn |                                         |                                       |